# Liste der Raumfahrer nach Auswahlgruppen
Die Liste der Raumfahrer nach Auswahlgruppen stellt die Reihenfolge der Auswahl der Raumfahrer chronologisch dar. Einige Raumfahrer arbeiteten in mehreren Programmen mit. Dies ist im Text erwähnt.
| 1958 1959 1960 1962 1963 1964 1965 1966 1967 1968 1969                                    |
| 1970 1971 1972 1973 1976 1978 1979 1980 1982 1983 1984 1985 1987 1988 1989                |
| 1990 1991 1992 1993 1994 1995 1996 1997 1998 1999 2000 2001 2002 2003 2004 2005 2006 2009 |
| 2010 2012 2013 2017 2018 2020 2021 2022 2023                                              |
| Siehe auch Quellen                                                                        |

## 1958
25. Juni – „Man In Space Soonest“ – USA
Neil Armstrong, Bill Bridgeman, Scott Crossfield, Iven Kincheloe, John McKay, Robert Rushworth, Joe Walker, Alvin White und Robert White.
Die erste Gruppe der US-amerikanischen Astronauten wurde im Rahmen des Programms Man In Space Soonest (etwa Mensch im Weltraum schnellstmöglich), einem US-Air-Force-Projekt, ausgewählt. Aus dieser Gruppe wurden später Astronauten des Apollo-Programms und Testpiloten des X-15-Programms.

## 1959

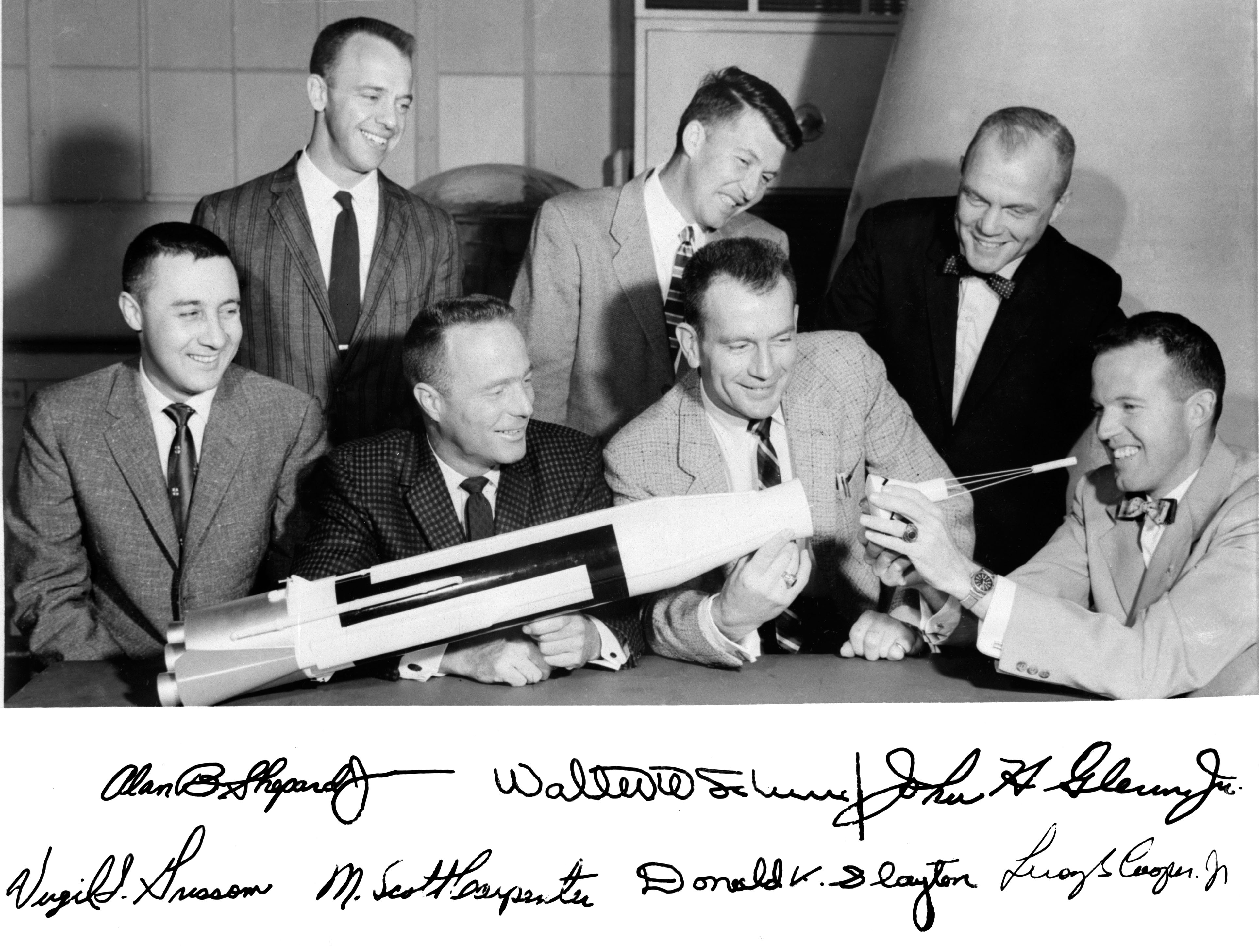
Die Mercury Seven

9. April – Erste NASA-Gruppe – Mercury Seven – USA
Die sogenannten Mercury Seven waren Scott Carpenter, Gordon Cooper, John Glenn, Gus Grissom, Walter Schirra, Alan Shepard und Deke Slayton.
Obwohl meist angenommen wird, dass dies die erste US-amerikanische Auswahlgruppe war, ist es tatsächlich die zweite. Sie wurde für das Mercury-Programm der NASA im April 1959 ausgewählt. Alle sieben Kandidaten waren militärische Testpiloten. Dies war eine Forderung des US-Präsidenten Eisenhower, um den Auswahlprozess zu vereinfachen. Die Kandidaten flogen schließlich alle ins All, nur einer, Deke Slayton, nicht im Rahmen einer Mercury-Mission. Stattdessen war er später beim Apollo-Sojus-Projekt im Juli 1975 mit an Bord.

## 1960
7. März – Militärpiloten – Sowjetunion
Siehe Hauptartikel Erste Kosmonautengruppe der Sowjetunion
Die erste Kosmonautengruppe der Sowjetunion wurde aus 20 Piloten der sowjetischen Luftstreitkräfte ausgewählt. Sie bestand aus Iwan Anikejew, Pawel Beljajew, Walentin Bondarenko, Waleri Bykowski, Jewgeni Chrunow, Walentin Filatjew, Juri Gagarin, Wiktor Gorbatko, Anatoli Kartaschow, Wladimir Komarow, Alexei Leonow, Grigori Neljubow, Andrijan Nikolajew, Pawel Popowitsch, Mars Rafikow, Dmitri Saikin, Georgi Schonin, German Titow, Walentin Warlamow und Boris Wolynow.
Bondarenko kam während der Ausbildung ums Leben. Kartaschow und Warlamow, später auch Saikin mussten aus medizinischen Gründen ausscheiden. Neljubow, Anikejew, Filatjew und Rafikow wurden aus disziplinarischen Gründen aus dem Kosmonautenkorps ausgeschlossen. Von den übrigen Kosmonauten waren zwei (Gagarin und Titow) nur im Wostok-Programm im Einsatz, drei weitere (Nikolajew, Popowitsch und Bykowski) sowohl im Wostok- als auch im Sojus-Programm. Beljajew wurde nur im Woschod-Programm eingesetzt, zwei weitere (Komarow und Leonow) sowohl bei Woschod als auch bei Sojus. Komarow kam beim Absturz von Sojus 1 ums Leben. Vier weitere Kosmonauten mussten bis zum Sojus-Programm warten, bis sie zum Einsatz kamen. Der letzte Erstflug wurde von Gorbatko bei Sojus 7 im Oktober 1969 durchgeführt. In den Jahren 1974 bis 1980 kamen Popowitsch, Wolynow, Bykowski und Gorbatko noch auf Saljut-Raumstationen zum Einsatz.
April – Dyna-Soar-Gruppe 1 – USA
Im April 1960 wurden sieben Mann für das Dyna-Soar-Programm ausgewählt: Neil Armstrong (vorher im MISS-Programm), William Dana, Henry Gordon, William Knight, Russell Rogers, Milton Thompson und James Wood. Armstrong und Dana verließen das Programm im Sommer 1962.

## 1962
12. März – Frauengruppe – Sowjetunion
Im März und April 1962 wurde eine fünfköpfige Gruppe Frauen dem Kosmonautenkorps hinzugefügt: die Pilotin Walentina Ponomarjowa sowie Shanna Jorkina, Tatjana Kusnezowa, Irina  Solowjowa und Walentina Tereschkowa, die jeweils  Fallschirmspringererfahrung hatten. Tereschkowa flog im Juni 1963 mit Wostok 6 ins All. Die anderen hielten sich noch mehrere Jahre lang für einen Raumflug mit rein weiblicher Besatzung bereit, der jedoch nie durchgeführt wurde.
17. September – NASA-Gruppe 2 – The Next Nine (auch The Nifty Nine) – USA

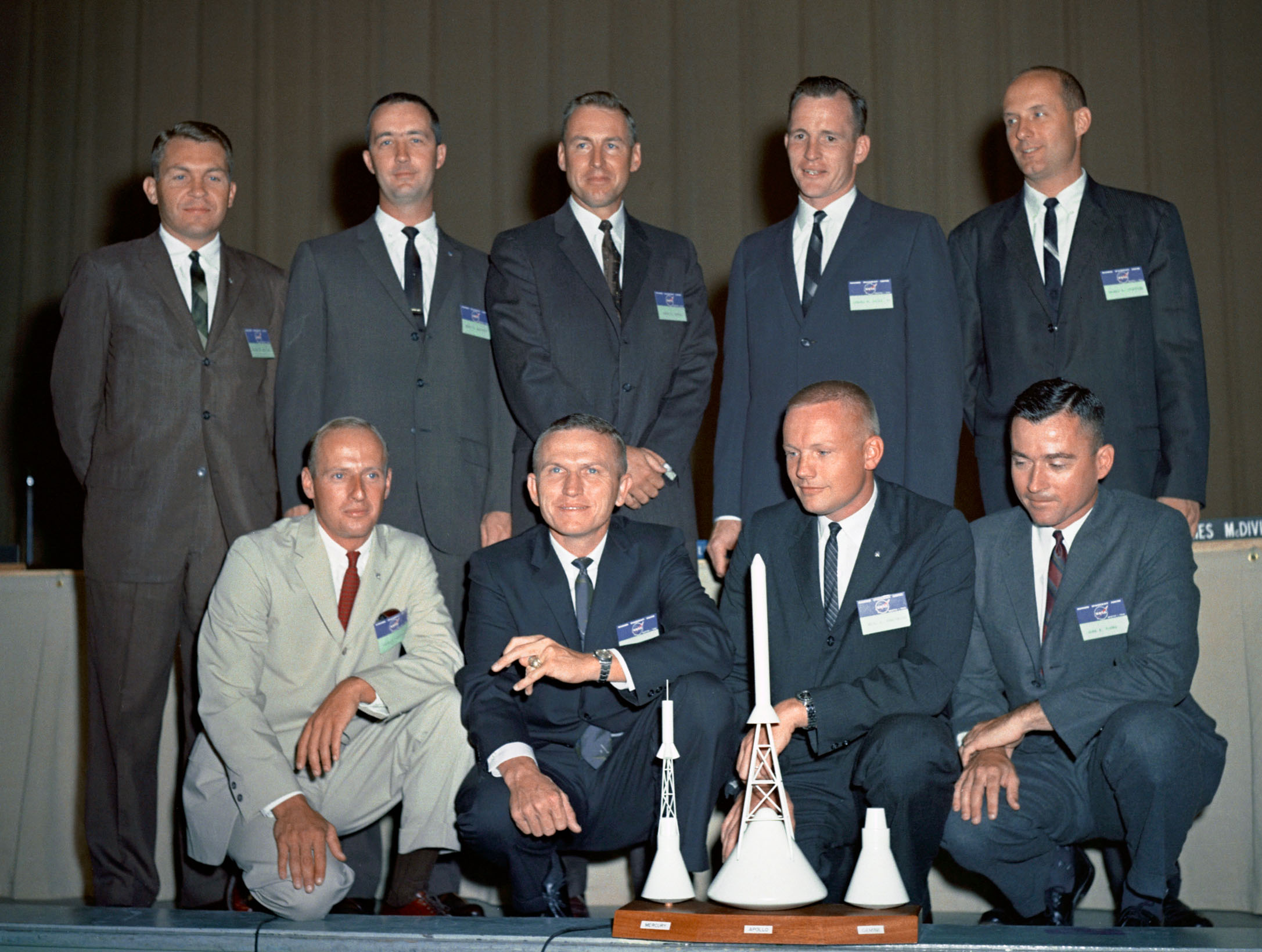
The Next Nine

Eine zweite Gruppe bestehend aus neun Astronauten wurde von der NASA im September 1962 ausgesucht. Die Gruppe bestand aus Neil Armstrong, Frank Borman, Pete Conrad, James McDivitt, Jim Lovell, Elliot See, Tom Stafford, Edward White und John Young.
Alle aus dieser Gruppe flogen Missionen im Rahmen des Gemini-Programms außer Elliot See, der während der Vorbereitung für Gemini 9 abstürzte. Alle weiteren flogen auch Apollo-Missionen außer Ed White, der beim Apollo-1-Unglück umkam. Drei der Gruppe (McDivitt, Borman und Armstrong) flogen jeweils einmal mit Gemini und Apollo. Vier andere (Young, Lovell, Stafford und Conrad) flogen zwei Gemini-Missionen und mindestens eine Apollo-Mission. Young und Lovell flogen zweimal reguläre Apollo-Missionen und damit zweimal zum Mond. Conrad und Stafford flogen auch ein zweites Mal mit Apollo-Raumschiffen, Conrad im Rahmen von Skylab 2 und Stafford beim Apollo-Sojus-Projekt. Sechs der Gruppe (Borman, Lovell, Stafford, Young, Armstrong und Conrad) flogen zum Mond. Armstrong, Conrad, und Young unternahmen außerdem EVAs auf dem Mond. John Young flog später zweimal mit einem Space Shuttle und ging erst 2004 in den Ruhestand.
19. September – Dyna-Soar-Gruppe 2 – USA
Im September kam Albert Crews zum Dyna-Soar-Programm, und die Namen aller beteiligten Piloten wurden veröffentlicht.

## 1963
10. Januar – Militärpiloten – Sowjetunion
Juri Artjuchin, Eduard Bujnowski, Lew Djomin, Georgi Dobrowolski, Anatoli Filiptschenko, Alexei Gubarew, Wladislaw Guljajew, Pjotr Kolodin, Eduard Kugno, Anatoli Kuklin, Alexander Matintschenko, Wladimir Schatalow, Witali Scholobow, Lew Worobjow, Anatoli Woronow
Bujnowski und Kugno schlossen die Ausbildung nicht ab, Guljajew musste die Kosmonautengruppe 1968 nach einem Unfall verlassen. Als Erster dieser Gruppe flog Schatalow im Januar 1969 mit Sojus 4 ins All, sechs weitere Kosmonauten folgten ihm, unter anderem Dobrowolski, der beim Unfall von Sojus 11 im Juni 1971 ums Leben kam. Als Letzter dieser Gruppe kam Gubarew im Januar 1975 mit Sojus 17 zum Raumfahrerstatus. Er absolvierte auch im März 1978 mit Sojus 28 den letzten Raumflug dieser Gruppe. Kolodin, Worobjow, Kuklin und Woronow wurden zwar mehrfach für Ersatzmannschaften nominiert, schafften es aber nicht in die Hauptmannschaft eines Raumfluges. Matintschenko erhielt keine Nominierung.
17. Oktober – NASA-Gruppe 3 – The Fourteen – USA

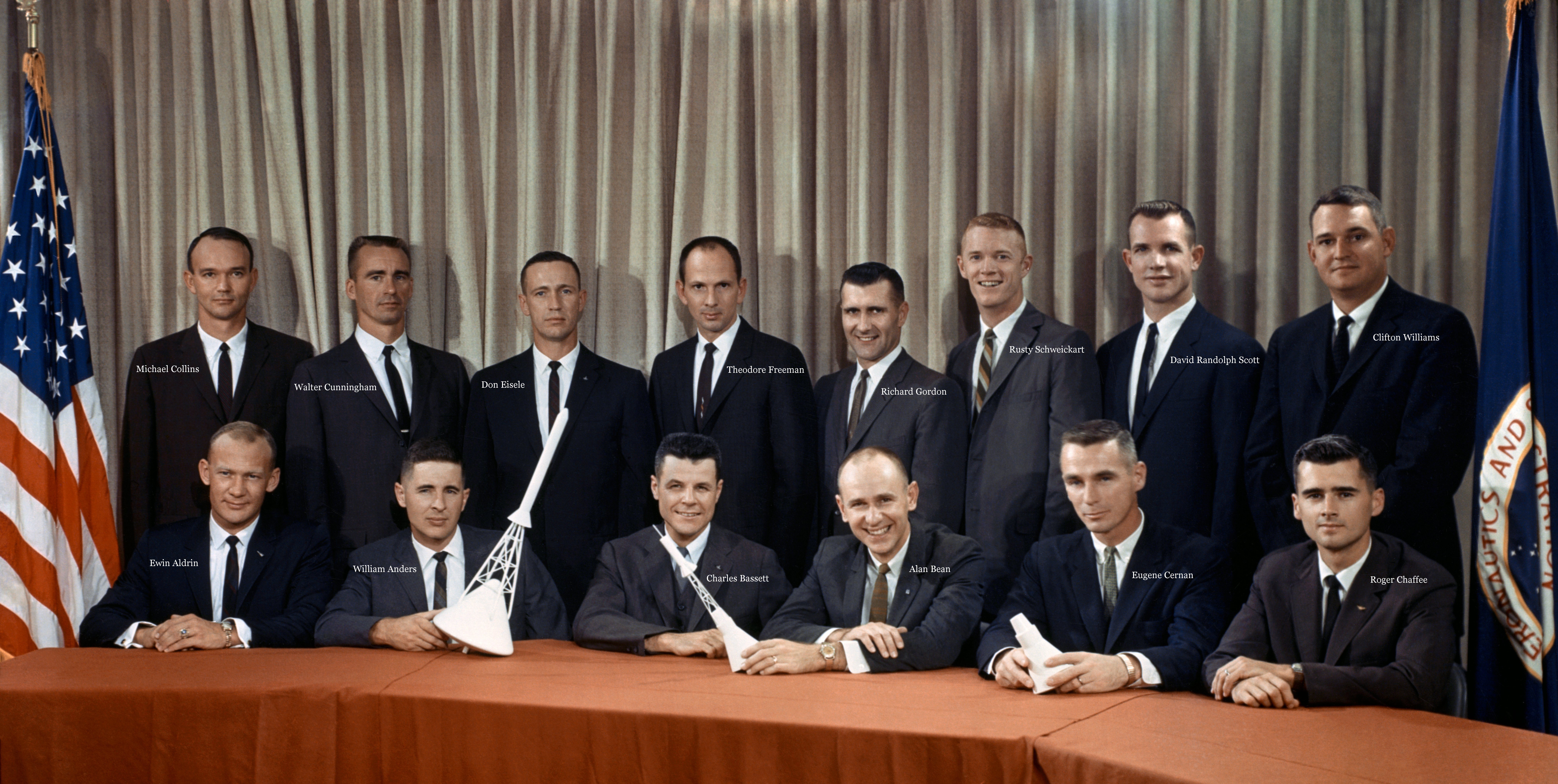
Die NASA-Gruppe 3

Buzz Aldrin, Bill Anders, Charles Bassett, Alan Bean, Eugene Cernan, Roger Chaffee, Michael Collins, Walter Cunningham, Donn Eisele, Theodore Freeman, Richard Gordon, Rusty Schweickart, David Scott, Clifton Williams
Bassett, Chaffee, Freeman und Williams starben, bevor sie fliegen konnten, Chaffee beim Apollo-1-Feuer, die anderen bei Flugzeugabstürzen.
Alle der dritten Gruppe (außer die, die vorher starben) flogen im Rahmen des Apollo-Programms – Aldrin, Bean, Cernan und Scott waren auf dem Mond, Anders, Collins und Gordon umrundeten ihn. Fünf (Aldrin, Cernan, Collins, Gordon und Scott) flogen auch im Gemini-Programm.

## 1964
25. Januar – Nachnominierung – Sowjetunion
Georgi Beregowoi
Die Luftstreitkräfte der Sowjetunion regten an, dass zusätzlich zu den relativ jungen Piloten der ersten Kosmonautengruppe auch erfahrene Offiziere als Kosmonauten ausgebildet werden sollten. Sie sollten dann nach einem einzigen Raumflug Managementpositionen übernehmen. Von den Kandidaten wurde nur Beregowoi übernommen und in die Ausbildung integriert. Auf Druck der Führungsschicht sollte er den nächstmöglichen Raumflug übernehmen, und so kam er bereits im Oktober 1968 mit Sojus 3 zum Einsatz, früher als die Kosmonauten, die die Ausbildung vor ihm begonnen hatten.
Mai/Juni – Zivile Kosmonauten – Sowjetunion
Das neue, mehrsitzige Woschod-Raumschiff brauchte nur einen einzigen Piloten, so dass die weiteren Plätze von anderen Kosmonauten eingenommen werden konnten. Für den Flug von Woschod 1 im Oktober 1964 wurden zwei Zivilisten gesucht. Die Vorauswahl unterlag dem Entwicklungsbüro OKB-1, der Sowjetischen Akademie der Wissenschaften, dem Institut für Luft- und Raumfahrtmedizin und der paramilitärischen sowjetischen Luftfahrt-Organisation DOSAAF.
Die Auswahl der Kandidaten und der endgültigen Besatzung unterlag keinen formalen Kriterien und wurde heftig kontrovers diskutiert. Die folgenden Personen wurden vorgeschlagen und erhielten teilweise eine Kurzausbildung:
- Ärzte: Boris Jegorow, Wassili Lasarew, Boris Poljakow, Alexei Sorokin
- Ziviler Testpilot: Wladimir Benderow
- Ingenieure und Wissenschaftler: Konstantin Feoktistow, Georgi Katys. Weiter im Gespräch waren Wladislaw Wolkow, Georgi Gretschko, Waleri Kubassow, Oleg Makarow und Nikolai Rukawischnikow.

Benderow verließ die Ausbildung vorzeitig. Die Wahl für Woschod 1 fiel schließlich auf Jegorow und Feoktistow. Jegorow, Poljakow und Sorokin verließen die Kosmonautengruppe anschließend. Lasarew, Wolkow, Gretschko, Kubassow, Makarow und Rukawischnikow erhielten später eine vollwertige Ausbildung und flogen mit Sojus-Raumschiffen ins All. Auch Feoktistow und Katys blieben in der Kosmonautengruppe, erhielten aber keine Nominierung.

## 1965
1. Juni – Journalisten – Sowjetunion
Jaroslaw Golowanow, Juri Letunow, Michail Fjodorowitsch Rebrow
Drei Journalisten wurden in Vorbereitung einer Woschod-Mission ausgewählt. Nachdem das Programm eingestellt worden war, wurden Golowanow und Letunow wieder entlassen. Der Militärjournalist Rebrow blieb bis 1974 im Raumfahrtprogramm.
1. Juni – Mediziner – Sowjetunion
Jewgeni Illjin, Alexander Kiseljow, Juri Senkjewitsch
Drei Ärzte des Institut für biomedizinische Probleme wurden für einen geplanten Langzeitflug ausgewählt. Der Flug wurde in Vorbereitung des sowjetischen bemannten Mondprogramms ersatzlos gestrichen.

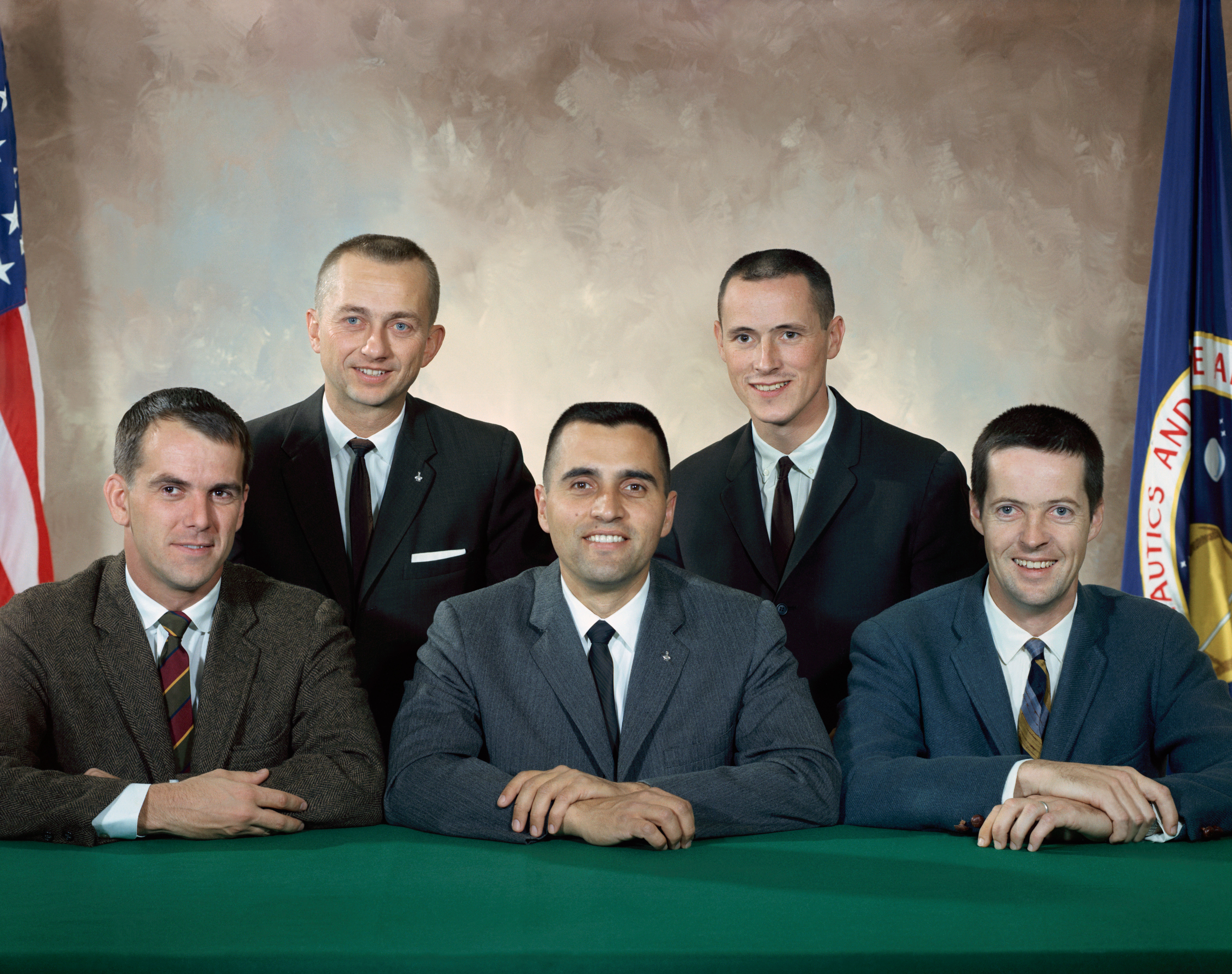
NASA-Gruppe 4 (ohne Graveline)

28. Juni – NASA-Gruppe 4 – The Scientists – USA
Owen Garriott, Edward Gibson, Duane Graveline, Joseph Kerwin, Curt Michel, Jack Schmitt
Graveline verließ die NASA schon nach wenigen Wochen, Michel im Jahre 1969 ohne dass er zum Einsatz gekommen wäre. Schmitt betrat den Mond mit Apollo 17. Für Garriott, Gibson und Kerwin ergab sich daraus je eine Skylab-Mission, Garriott flog zusätzlich mit dem Space Shuttle.
28. Oktober – Militärgruppe – Sowjetunion
In der Sowjetischen Raumfahrt standen zu dieser Zeit mehrere parallel existierenden Raumfahrtprogramme an, für die man Kosmonauten benötigte. Obwohl Kamanin, der Leiter der Kosmonautenausbildung, 40 neue Kosmonauten angefordert hatte, bestand die neue Ausbildungsgruppe nur aus 22 Kandidaten:
- Piloten der Luftstreitkräfte: Anatoli Fjodorow, Pjotr Klimuk, Alexander Kramarenko, Ansar Scharafutdinow, Wassili Stscheglow, Leonid Kisim, Gennadi Sarafanow, Alexander Skworzow, Waleri Woloschin
- Piloten der Luftabwehr: Oleg Jakowlew, Alexander Petruschenko
- Piloten der militärischen Transportkräfte: Wjatscheslaw Sudow,
- Ingenieure der Luftstreitkräfte: Gennadi Kolesnikow, Michail Lisun, Eduard Stepanow, Wladimir Preobraschenski
- Ingenieure der strategischen Raketentruppen: Boris Belousow, Jewgeni Chludejew, Juri Glaskow,
- Ingenieur der Marine: Waleri Roschdestwenski
- Navigator der Luftstreitkräfte: Witali  Grischtschenko
- Arzt der Luftstreitkräfte: Wladimir  Degtjarow

Degtjarow verließ die Gruppe schon am 17. Januar 1966 wegen unbefriedigender Leistungen. Kolesnikow schloss die Ausbildung aus gesundheitlichen Gründen nicht ab. Kurz nach Ende der Ausbildung mussten Belousow, Grischtschenko, Kramarenko, Scharafutdinow, Skworzow und Woloschin das Kosmonautenkorps verlassen.
Da von den geplanten Projekten am Ende nur die Raumstationen Almas und Saljut sowie das Sojus-Raumschiff übrig blieben, kamen nur sechs Kosmonauten dieser Gruppe zu einem Flug: Klimuk (drei Flüge zwischen 1973 und 1978), Sarafanow (1974), Sudow und Roschdestwenski (beide 1976), Glaskow (1977) und Kisim (drei Flüge zwischen 1980 und 1986).
November – USAF MOL-Gruppe 1 – USA
Michael Adams, Albert Crews, John Finley, Richard Lawyer, Lachlan Macleay, Francis Neubeck, James Taylor, Richard Truly.
Diese Gruppe wurde für das geplante Manned Orbiting Laboratory der US Air Force ausgewählt. Nur einer der Gruppe, Richard Truly, wurde nach Einstellung des MOL-Programms von der NASA übernommen. Er flog später mit dem Space Shuttle und war der erste Astronaut, der NASA-Direktor wurde. Adams wechselte 1966 zum X-15 Raketenflugzeug-Programm, wo er bei seinem letzten Flug den Status als Astronaut erreichte, aber dabei tödlich verunglückte.

## 1966
17. Januar – Nachrücker – Sowjetunion
Für den ausgeschiedenen Degtjarjow rückte Wassili Lasarew in die Ausbildungsgruppe des Vorjahrs nach. Er hatte schon 1964 eine Kurz-Ausbildung als Wissenschaftskosmonaut im Woschod-Programm durchlaufen, nun nahm er an der regulären Ausbildung zum Sojus-Kosmonauten teil. Er führte im September 1973 als Kommandant von Sojus 12 einen Raumflug durch.
4. April – NASA-Gruppe 5 – The Original 19 – USA

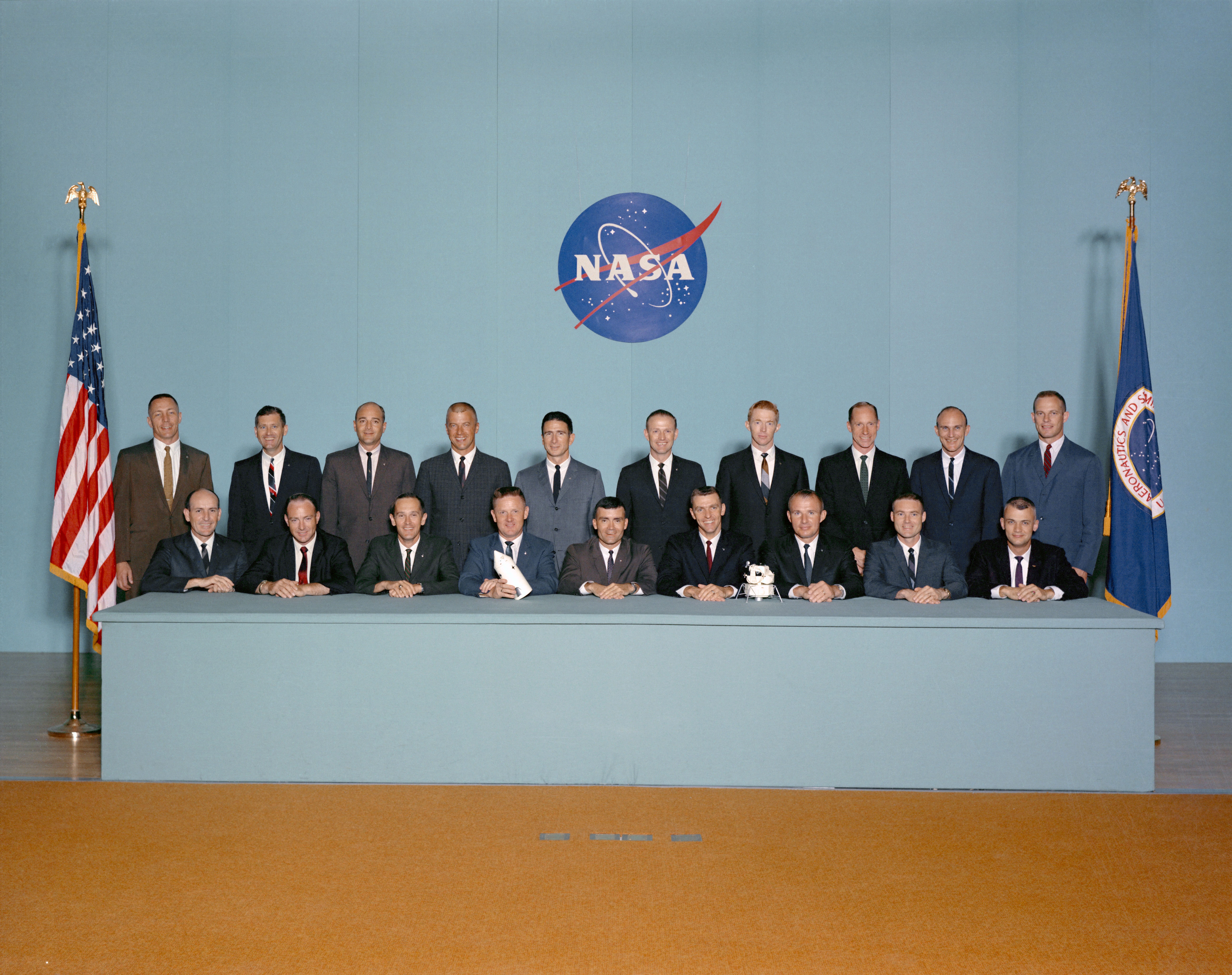
NASA-Gruppe 5

Vance Brand, John Bull, Gerald Carr, Charles Duke, Joe Engle, Ronald Evans, Edward Givens, Fred Haise, James Irwin, Don Lind, Jack Lousma, Ken Mattingly, Bruce McCandless, Edgar Mitchell, William Pogue, Stuart Roosa, Jack Swigert, Paul Weitz, Alfred Worden.
Alle aus dieser Gruppe kamen mit Apollo-Missionen nach Apollo 12 ins All, außer John Bull, der die Astronautengruppe aus gesundheitlichen Gründen verlassen musste, Edward Givens, der starb, Joe Engle, der für Apollo 17 durch Harrison Schmitt ersetzt wurde, sowie Bruce McCandless und Don Lind. Fred Haise und John Swigert flogen mit Apollo 13, Edgar Mitchell und Stuart Roosa mit Apollo 14, während Alfred Worden und James Irwin mit Apollo 15 flogen. Charles Duke und Ken Mattingly waren auf der Apollo-16-Mission, Ron Evans bei Apollo 17. Paul Weitz, Jack Lousma, Gerald Carr und William Pogue führten Skylab-Missionen durch. Vance Brand war beim Apollo-Sojus-Projekt mit an Bord. Joe Engle und Fred Haise kommandierten 1977 Mannschaften bei Landetests des Space Shuttle Enterprise. Engle, Lousma, Mattingly, Brand, Weitz, McCandless und Lind flogen später Space-Shuttle-Missionen.
23. Mai – Zivile Spezialistengruppe 2 – Sowjetunion
Sergej Anochin, Wladimir Bugrow, Gennadi Dolgopolow, Georgi Gretschko, Alexei Jelissejew, Waleri Kubassow, Oleg Makarow, Wladislaw Wolkow
Bis auf den Testpiloten Anochin handelte es sich hierbei um Ingenieure aus den Raumfahrt-Konstruktionsbüros. Anochin, Bugrow und Dolgopolow mussten das Kosmonautenkorps aus medizinischen Gründen schon bald wieder verlassen. Die anderen kamen bei verschiedenen Sojus-Flügen zum Einsatz: Jelissejew mit Sojus 5 im Januar 1969 als erster, Gretschko mit Sojus 17 im Januar 1975 als letzter. Wolkow kam beim Flug von Sojus 11 ums Leben.
30. Juni – USAF-MOL-Gruppe 2 – USA
Karol Bobko, Robert Crippen, Gordon Fullerton, Henry Hartsfield, Robert Overmyer.
Diese Gruppe wurde für das geplante Manned Orbiting Laboratory der US Air Force ausgewählt. Nach Einstellung des MOL-Programms wurden alle fünf von der NASA übernommen und flogen später als Piloten und Kommandanten Space-Shuttle-Missionen.

## 1967
31. Januar – Ergänzung – Sowjetunion
Nikolai Rukawischnikow, Witali Sewastjanow
Diese beiden Ingenieure rückten für die ausgeschiedenen Kandidaten des Vorjahres nach. Zusätzlich wurde noch Waleri Jasdowski nominiert, blieb aber vorerst in Reserve. Sewastjanow und Rukawischnikow führten zwischen 1970 und 1979 zwei bzw. drei Raumflüge durch.
7. Mai – Militärgruppe – Sowjetunion
- Piloten der Luftstreitkräfte: Wladimir Beloborodow, Wladimir Ljachow, Wladimir Koselski, Juri Malyschew
- Piloten der militärischen Transportkräfte: Wladimir Kowaljonok, Wiktor Pisarew
- Navigatoren der Luftstreitkräfte: Sergei Gaidukow, Wladimir Isakow, Michail Sologub
- Ingenieure der Luftabwehrkräfte: Wladimir Alexejew, Michail Burdajew, Nikolai Porwatkin

Beloborodow, Pissarew, Sologub bestanden die Ausbildung nicht. Von den übrigen neun Kandidaten kamen nur Kowaljonok, Ljachow und Malyschew zum Einsatz. Ihre Missionen waren Langzeiteinsätze auf den Raumstationen Saljut 6, Saljut 7 und Mir. Koselski war mehrfach für Mannschaften im Gespräch, die Flüge wurden jedoch abgesagt und er kam nicht zum Einsatz.
22. Mai – Gruppe der Akademie der Wissenschaften – Sowjetunion
Mars Fathulin, Rudolf Guljajew, Ordinard Kolomitsew, Walentin Jerschow
Diese Gruppe bestand aus vier Physikern unter der Leitung des Wissenschaftlers Katys, der 1964 für den Flug von Woschod 1 in der engeren Wahl gewesen war. Nachdem der Plan einer sowjetischen bemannten Mondlandung aufgegeben worden war, wurde die Gruppe aufgelöst. Keiner dieser Kandidaten kam je in die engere Wahl für einen Raumflug.
Juni – USAF MOL-Gruppe 3 – USA
James Abrahamson, Robert Herres, Robert Lawrence, Donald Peterson
Diese Gruppe wurde für das geplante Manned Orbiting Laboratory der US Air Force ausgewählt. Lawrence starb noch 1967 bei einem Flugzeugabsturz. Peterson wurde später von der NASA übernommen.
4. Oktober – NASA-Gruppe 6 – XS-11 (The Excess Eleven) – USA

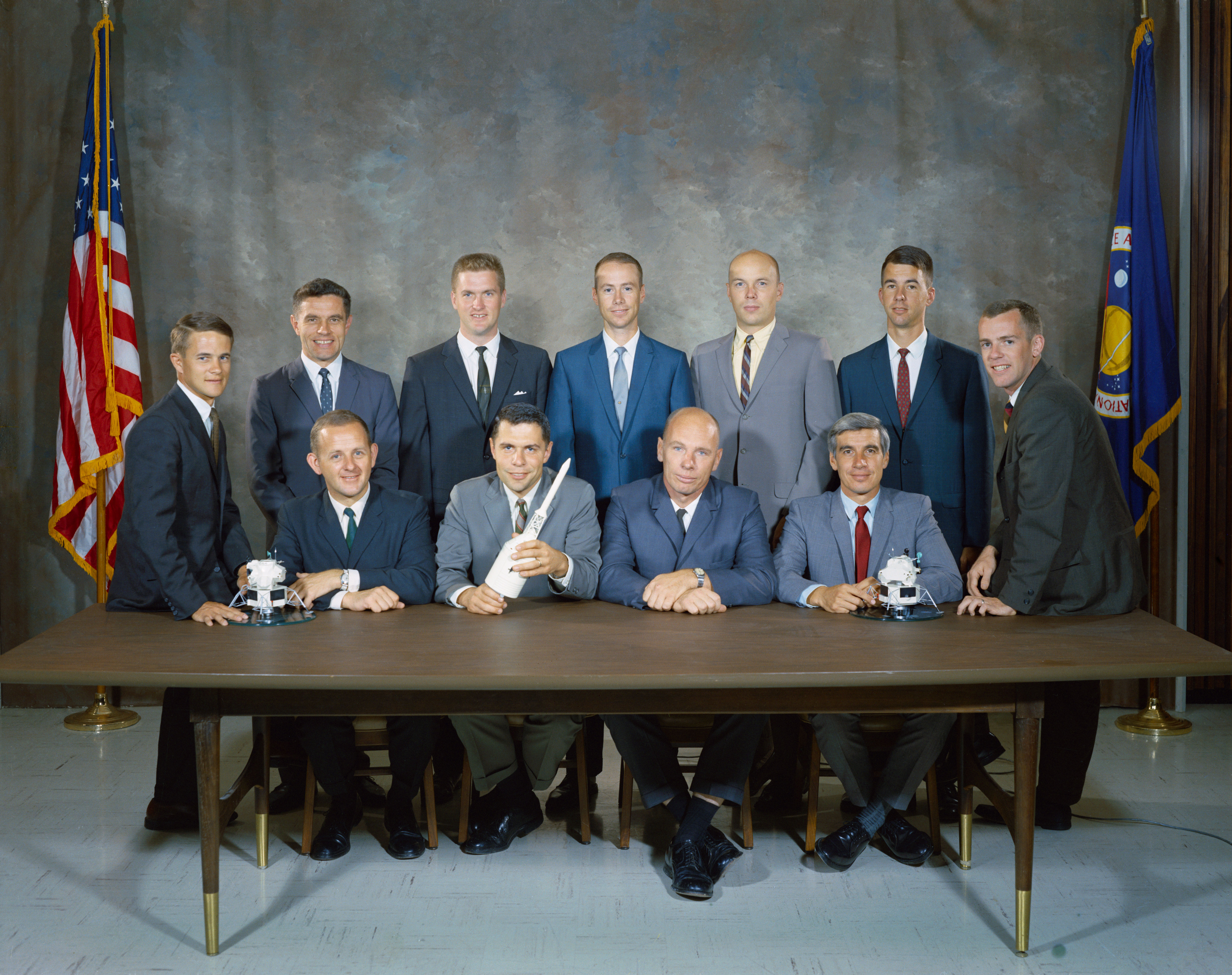
NASA-Gruppe 6

Joseph Allen, Philip Chapman, Anthony England, Karl Henize, Donald Holmquest, William Lenoir, John Llewellyn, Story Musgrave, Brian O’Leary, Robert Parker, William Thornton.
Hierbei handelte es sich um eine zweite Gruppe von Wissenschaftsastronauten. Aufgrund der Kürzungen im Apollo-Programm wurden sie zuerst nur für die Unterstützungsmannschaften der letzten drei Mondflüge, der Skylab-Missionen und des Apollo-Sojus-Projekts eingeteilt. O’Leary und Llewellyn verließen die NASA schon nach wenigen Monaten, Chapman und Holmquest 1972 bzw. 1973, als sich abzeichnete, dass sie auf Jahre hinaus nicht zu einem Raumflug kämen. Die anderen kam zwischen 1982 und 1985 zu ihrem ersten Flug mit dem Space Shuttle. Story Musgrave brachte es bis 1996 auf sechs Raumflüge.

## 1968
27. Mai – Ingenieure – Sowjetunion
Wladimir Fartuschnui, Wiktor Pazajew, Waleri Jasdowski
Dies waren drei weitere Ingenieure aus dem Konstruktionsbüro, die zu den bisherigen stießen. Jasdowski hatte zuvor schon eine Nominierung für eine Kosmonautengruppe, hatte die Ausbildung aber noch nicht aufgenommen. Fartuschnui musste die Kosmonautengruppe nach einem Unfall verlassen. Pazajew kam beim Flug von Sojus 11 ums Leben. Jasdowski war für Sojus 13 vorgesehen, doch die Mannschaft wurde kurz vor dem Start ausgetauscht. Er bekam keine weitere Einteilung.

## 1969

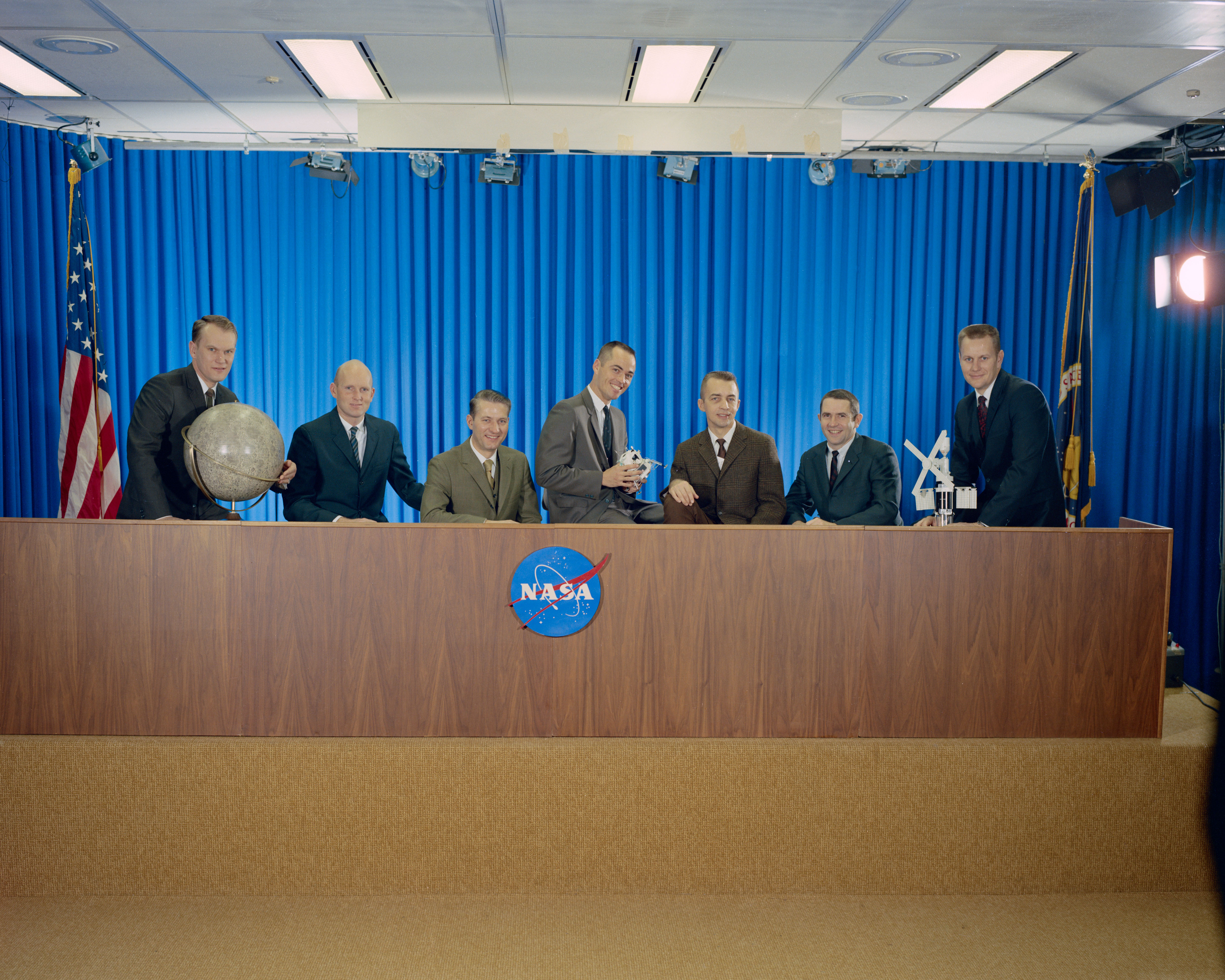
NASA-Gruppe 7

14. August – NASA-Gruppe 7 – USA
Karol Bobko, Robert Crippen, Gordon Fullerton, Henry Hartsfield, Robert Overmyer, Donald Peterson, Richard Truly.
Diese sieben Astronauten gehörten zuvor zu den drei MOL-Auswahlgruppen der US-Luftwaffe. Sie wurden nach der Einstellung des MOL-Programms von der NASA übernommen. Alle flogen auf frühen Space-Shuttle-Missionen, bis auf Peterson alle zunächst als Piloten und danach als Kommandanten des Space Shuttle.

## 1970
27. April – Militärgruppe – Sowjetunion
- Piloten der Luftstreitkräfte: Anatoli Beresowoi, Wladimir Dschanibekow, Wladimir Koslow, Juri Romanenko
- Piloten der Luftabwehrkräfte: Anatoli Dedkow, Juri Isaulow, Leonid Popow
- Ingenieur der Luftstreitkräfte: Waleri Illarionow
- Ingenieur der Raketentruppen: Nikolai Fefelow

Von den 300 Piloten und 100 Ingenieuren, die den Kriterien entsprachen, wurden 16 ausgewählt, wovon sieben jedoch vom KGB und der Kommunistischen Partei abgelehnt wurden. Von den neun verbliebenen Kandidaten flogen nur vier ins All: Romanenko bei drei Flügen von 1977 bis 1987, Dschanibekow bei fünf Flügen zwischen 1978 und 1985, Popow bei drei Flügen zwischen 1980 und 1982 und Beresowoi bei einem Flug 1982.

## 1971
15. März – Shuguang-Gruppe – China
Chai Hongliang, Dong Xiaohai, Du Jincheng, Fang Guojun, Hu Zhanzi, Li Shichang, Liu Chongfu, Liu Zhongyi, Lu Xiangxiao, Ma Zizhong, Meng Senlin, Shao Zhijian, Wang Fuhe, Wang Fuquan, Wang Quanbo, Wang Rongsen, Wang Zhiyue, Yu Guilin, Zhang Ruxiang
Der Auswahlprozess dauerte von Oktober 1970 bis März 1971. Die Ausbildung begann im November 1971 unter schwierigen Umständen. Im Mai 1972 wurde die Gruppe aufgelöst.

## 1972
22. März – Ärzte und Ingenieure – Sowjetunion
- Ärzte des Instituts für mikrobiologische Probleme: Georgi  Matschinski, Lew  Smirenny, Waleri Poljakow
- Ingenieure des Zentralen Konstruktionsbüros des Maschinenbaus: Waleri  Makruschin
- Ingenieure des Zentralen Konstruktionsbüros des experimentellen Maschinenbaus: Boris Andrejew, Walentin Lebedew, Juri  Ponomarjow

Lebedew kam bereits im Dezember 1973 mit Sojus 13 zu seinem ersten Raumflug. Poljakow verließ die Gruppe und erhielt teilweise eine individuelle Ausbildung. Seine Kosmonautenprüfung legte er erst 1979 zusammen mit den Kosmonauten der Auswahl von 1978 ab. Außer Lebedew und Poljakow flog keiner dieser Gruppe in den Weltraum.

## 1973
27. März – Ingenieure – Sowjetunion
- Ingenieure des Zentralen Konstruktionsbüros des Maschinenbaus: Wladimir Aksjonow, Dmitri  Jujukow
- Ingenieure des Zentralen Konstruktionsbüros des experimentellen Maschinenbaus (später Energija): Alexander Iwantschenkow, Waleri Rjumin, Gennadi Strekalow

Jujukow wurde für das TKS-Raumschiff ausgebildet, das allerdings nie zu einem bemannten Einsatz kam. Die anderen vier flogen zwischen September 1976 (Aksjonow mit Sojus 22) und Juni 1998 (Rjumin mit dem amerikanischen STS-91) jeweils mehrfach in All. Strekalow brachte es auf fünf Raumflüge, er und Rjumin nahmen auch an Flügen des amerikanischen Space Shuttle teil.

## 1976
23. August – Luftwaffengruppe – Sowjetunion
Leonid Iwanow, Leonid Kadenjuk, Nikolai Moskalenko, Sergei Protschenko, Jewgeni Salej, Anatoli Solowjow, Wladimir Titow, Wladimir Wasjutin, Alexander Wolkow
Diese Gruppe bestand aus neun Piloten der Luftstreitkräfte. Die Grundausbildung endete im Januar 1979. Protschenko musste die Kosmonautengruppe schon bald darauf verlassen, Iwanow kam 1980 bei einem Flugzeugabsturz ums Leben. Moskalenko und Salej schieden 1986 und 1987 aus. Titow kam zu vier Flügen zwischen 1983 und 1997, davon zwei mit dem amerikanischen Space Shuttle. Wasjutin verbrachte 1985 zwei Monate an Bord der Mir, doch aufgrund seiner Erkrankung musste der Flug abgebrochen werden. Wolkow verbrachte bei drei Flügen zwischen 1985 und 1992 über ein Jahr im Weltall. Solowjow brachte es zwischen 1988 und 1998 auf fünf Raumflüge. Kadenjuk wurde der Raumfahrer, der weltweit die längste Zeit auf seinen ersten Raumflug warten musste: nach 21 Jahren startete er 1997 im amerikanischen Space Shuttle in All, als Staatsbürger der inzwischen unabhängigen Ukraine.
25. November – Interkosmos-Gruppe 1 – DDR/Polen/Tschechoslowakei
Im Rahmen des Interkosmos-Programms ermöglichte die Sowjetunion befreundeten Nationen, an bemannten Raumfahrtmissionen teilzunehmen. Die folgende Gruppe stellte je einen Raumfahrer und einen Ersatzmann für die Flüge Sojus 28 (Tschechoslowakei), Sojus 30 (Polen) und Sojus 31/Sojus 29 (DDR), die alle 1978 stattfanden.
Mirosław Hermaszewski (Polen), Sigmund Jähn (DDR), Zenon Jankowski (Polen), Eberhard Köllner (DDR), Oldřich Pelčák (Tschechoslowakei), Vladimír Remek (Tschechoslowakei). Zum Einsatz kamen Remek, Hermaszewski und Jähn.

## 1978
16. Januar – NASA-Gruppe 8 – TFNG (Thirty-Five New Guys) – USA
- Piloten: Daniel Brandenstein, Michael Coats, Richard Covey, John Creighton, Robert Gibson, Frederick Gregory, Frederick Hauck, Jon McBride, Dick Scobee, Brewster Shaw, Loren Shriver, David Walker, Donald Williams
- Missionsspezialisten: Guion Bluford, James Buchli, John Fabian, Anna Lee Fisher, Dale Gardner, David Griggs, Terry Hart, Steven Hawley, Jeffrey Hoffman, Shannon Lucid, Ronald McNair, Mike Mullane, Steven Nagel, George Nelson, Ellison Onizuka, Judith Resnik, Sally Ride, Rhea Seddon, Robert Stewart, Kathryn Sullivan, Norman Thagard, James van Hoften

Durch die lange Pause zwischen den letzten Apollo-Missionen und des ersten Fluges eines Space Shuttles im Jahr 1981 blieben nur wenige Astronauten aus den älteren Gruppen bei der NASA. Daher wurde nach neun Jahren eine neue Gruppe bestehend aus 35 zukünftigen Raumfahrern ausgewählt. Seitdem führte die NASA ungefähr alle zwei Jahre eine neue Astronautenauswahl durch.
Erstmals wählte die NASA auch Frauen aus und mit Sally Ride startete 1983 die erste US-Amerikanerin in den Weltraum.
Aufgrund der unterschiedlichen Aufgaben im Space Shuttle wurden zwei Gruppen mit unterschiedlichem Ausbildungsprofil gebildet: Piloten und Missionsspezialisten. Zusätzlich gab es im Shuttle-Programm auch Nutzlastspezialisten, die normalerweise nur für eine einzige spezielle Mission ausgewählt wurden und nicht Teil des NASA-Astronautenkorps waren. Meist waren es Wissenschaftler, aber auch einige Politiker und viele internationale Astronauten zählten dazu.
Alle Mitglieder dieser ersten Nach-Apollo-Gruppe flogen ins All. Die ersten waren Hauck, Fabian, Ride und Thagard mit STS-7 im Juni 1983. Hawley war noch im Juli 1999 mit STS-93 im Einsatz. Scobee, Resnik, Onizuka und McNair kamen beim Challenger-Absturz (STS-51-L) ums Leben.
1. März – Interkosmos-Gruppe 2 – Bulgarien/Kuba/Mongolei/Rumänien/Ungarn
Alexandar Panaiotow Alexandrow (Bulgarien), Dumitru Dediu (Rumänien), Jose Lopez Falcon (Kuba), Bertalan Farkas (Ungarn), Maidarzhavyn Ganzorig (Mongolei), Dschugderdemidiin Gurragtschaa (Mongolei), Georgi Iwanow (Bulgarien), Béla Magyari (Ungarn), Arnaldo Tamayo Méndez (Kuba), Dumitru Prunariu (Rumänien)
Diese zweite Interkosmosgruppe stellte die Raumfahrer und Ersatzmänner für die Flüge Sojus 33 (Bulgarien), Sojus 36/Sojus 35 (Ungarn), Sojus 38 (Kuba), Sojus 39 (Mongolei) und Sojus 40 (Rumänien), die zwischen 1979 und 1981 stattfanden. Zum Einsatz kamen Iwanow, Farkas, Tamayo Méndez, Gurragtschaa und Prunariu. Da der Flug von Sojus 33 mit Iwanow abgebrochen werden musste, wurde der bulgarische Flug 1988 mit seinem Ersatzmann Alexandrow wiederholt.
1. Mai – Nutzlastspezialisten – ESA
Ulf Merbold (Deutschland), Claude Nicollier (Schweiz), Wubbo Ockels (Niederlande), Franco Malerba (Italien)
Diese erste ESA-Auswahl stellte europäische Kandidaten für amerikanische Shuttleflüge. Merbold wurde 1983 der erste Nichtamerikaner bei einem NASA-Flug. Alle Mitglieder dieser Gruppe kamen zu einem oder mehreren Flügen mit dem Space Shuttle. Nicollier konnte sogar vier Einsätze verbuchen.
18. Mai – Spacelab 1 – USA
Michael Lampton, Byron Lichtenberg
Diese Gruppe sollte einen US-Wissenschaftler für den Einsatz des Weltraumlabors Spacelab beim Flug STS-9 stellen. Die Wahl fiel auf Lichtenberg. Sein Ersatzmann Lampton wurde zwei Mal für einen Einsatz nominiert, musste aber aus medizinischen Gründen ausscheiden.
9. August – Spacelab 2 – USA
Loren Acton, John-David Bartoe, Dianne Prinz, George Simon
Acton und Bartoe flogen mit STS-51-F ins All, ihre Ersatzleute Prinz und Simon kamen nicht zum Einsatz.
1. Dezember – Sowjetunion
- Ingenieure des Zentralen Konstruktionsbüros des Maschinenbaus: Waleri  Schatuljow, Wladimir  Geworkjan, Alexej  Gretschanik, Waleri  Romanow
- Ingenieure von Energija (vormals Zentrales Konstruktionsbüro des experimentellen Maschinenbaus): Alexander Alexandrow, Alexander Balandin, Alexander Lawejkin, Mussa Manarow, Wiktor Sawinych, Alexander Serebrow, Wladimir Solowjow
- Ärzte des Instituts für mikrobiologische Probleme: German  Arsamasow, Alexander  Borodin, Michail  Potapow
- Piloten der Luftabwehrkräfte: Nikolai S. Grekow, Alexander Wiktorenko

Schatuljow schloss die Ausbildung nicht ab. Sawinych nahm bereits im März 1981 mit Sojus T-4 als erster dieser Gruppe an einem Raumflug teil. Wiktorenko kam bis März 1995 auf vier Einsätze als Sojus-Kommandant. Solowjow hielt von 1984 bis 1987 den Rekord für den längsten Raumflug, Manarow von 1991 bis 1995 den für die längste Gesamtzeit im All. Außerdem kamen noch Serebrow, Alexandrow, Lawejkin und Balandin zu Flügen ins All.

## 1979
Februar – Sowjetunion
- Piloten der Luftstreitkräfte: Iwan Batschurin, Alexei Borodai, Wladimir Mossolow, Nail Sattarow, Anatoli Sokowitsch, Wiktor Tschirkin

Bei dieser Gruppe handelte es sich um Piloten der Luftstreitkräfte, die vom Staatlichen Forschungsinstitut ausgewählt wurden. Sattarow und Tschirkin schlossen die Ausbildung nicht ab. Verstärkt wurde diese Gruppe ab Oktober 1988 durch Leonid Kadenjuk, der bereits 1976 ausgewählt worden war. Kein einziger dieser Auswahlgruppe wurde für einen Sojus-Flug nominiert.
- Testpiloten des Instituts für Flugforschung: Oleg Kononenko, Anatoli Lewtschenko, Rimantas Stankevičius, Alexander Schtschukin, Igor Wolk

Bis November 1980 wurde diese Gruppe zusammen mit den Piloten der Luftstreitkräfte ausgebildet, danach schlossen sich diese Testpiloten der Gruppe vom 30. Juli 1980 an. Kononenko kam bei einem Flugzeugabsturz im September 1980 ums Leben, die restlichen vier arbeiteten am Buran-Programm, unter anderem als Testpiloten bei Atmosphärenflügen des Prototyps OK-GLI. Schtschukin starb bei einem Flugzeugabsturz im August 1988, Stankevicius im September 1990. Wolk flog mit Sojus T-12, Lewtschenko mit Sojus TM-4, beides waren relativ kurze Flüge.
1. April – Interkosmos-Gruppe 3 – Vietnam
Phạm Tuân, Thanh Liem Bui
Diese Gruppe stellte den Raumfahrer und den Ersatzmann für den Interkosmos-Flug Sojus 37. Diese Mission fand 1980 statt, noch vor den Flügen mit Raumfahrern aus Kuba, der Mongolei und Rumänien, die die Ausbildung schon früher begonnen hatten.
1. August – MSE-Auswahl 1 – USA
Frank Casserino, Jeffrey Detroye, Michael Hamel, Terry Higbee, Daryl Joseph, Malcolm Lydon, Gary Payton, Jerry Rij, Paul Sefchek, Eric Sundberg, David Vidrine, John Watterson, Keith Wright
Diese Gruppe bestand aus Ingenieuren der US-amerikanischen Luftwaffe, dazu einer der US-Marine. Das Verteidigungsministerium der Vereinigten Staaten wollte damit Raumfahrer stellen, die die NASA-Astronauten bei militärischen Einsätzen unterstützen sollten. Payton flog mit STS-51-C im Januar 1985 ins All, Wright war sein Ersatzmann. Die anderen Kandidaten kamen nicht zum Einsatz.

## 1980
19. Mai – NASA-Gruppe 9 – USA
- Piloten: John Blaha, Charles Bolden, Roy Bridges, Guy Gardner, Ronald Grabe, Bryan O’Connor, Richard Richards, Michael Smith
- Missionsspezialisten: James Bagian, Franklin Chang-Díaz, Mary Cleave, Bonnie Dunbar, William Fisher, David Hilmers, David Leestma, John Lounge, Jerry Ross, Sherwood Spring, Robert Springer
- Internationale Missionsspezialisten: Claude Nicollier (Schweiz), Wubbo Ockels (Niederlande)

Auch von dieser Gruppe wurden alle Kandidaten für Raumflüge nominiert. Den ersten Einsatz flog Leestma im Oktober 1984 mit STS-41-G. Michael Smith kam beim Challenger-Unglück ums Leben. Ross und Chang-Diaz halten derzeit den Rekord mit sieben Raumflügen.
12. Juni – CNES-Gruppe 1 – Frankreich
Patrick Baudry, Jean-Loup Chrétien
Baudry und Chrétien wurden zuerst in der Sowjetunion ausgebildet, um 1982 am Flug Sojus T-6 teilzunehmen (Flug Chrétien, Ersatz Baudry). Ab 1984 wurden sie von der NASA zum Nutzlastspezialisten auf dem Space Shuttle ausgebildet. Der zugehörige Flug fand 1985 statt (Flug Baudry, Ersatz Chrétien). Für Chrétien folgten noch ein weiterer Sojus- und ein Shuttleflug.
30. Juli – Sowjetunion
- Ärztinnen des Instituts für mikrobiologische Probleme: Galina Amelkina, Jelena Dobrokwaschina, Olga Kluschnikowa, Larissa Posharskaja, Tamara Sacharowa
- Ingenieurinnen von Energija: Jekaterina Iwanowna, Natalja Kuleschowa, Irina Pronina
- Testpilotin des Luftfahrt-Ministeriums: Swetlana Sawizkaja
- Physikerin der Akademie der Wissenschaften: Irina Latischewa

Dies war die erste sowjetische Ausbildungsgruppe mit weiblicher Beteiligung seit 1962. Kluschnikowa schloss die Ausbildung nicht ab. Sawizkaja wechselte später in die Energija-Gruppe. Sie war nach Tereschkowa die zweite Russin im All und flog mit Sojus T-7 und Sojus T-12.

## 1982
1. September – MSE-Auswahl 2 – USA
James Armor, Michael Booen, Livingston Holder, Larry James, Charles Jones, Maureen LaComb, Michael Mantz, Randy Odle, William Pailes, Craig Puz, Katherine Roberts, Jess Sponable, David Thompson, Glenn Yeakel
Diese zweite militärische Astronautengruppe bestand aus Ingenieuren der US-Luftwaffe. Pailes nahm am militärischen Flug STS-51-J teil, sein Ersatzmann war Booen. Die anderen Kandidaten kamen nicht zum Einsatz.
20. September – Indien
Ravish Malhotra, Rakesh Sharma
Diese Gruppe stellte den Raumfahrer und den Ersatzmann für den sowjetisch-indischen Raumflug Sojus T-11, der im April 1984 stattfand.
19. Dezember – DFVLR-Gruppe – Deutschland
Reinhard Furrer, Ernst Messerschmid
Furrer und Messerschmid wurden für die D1-Mission des Raumlabors Spacelab ausgebildet. Dieser Space-Shuttle-Flug fand unter der Bezeichnung STS-61-A im Oktober 1985 statt.

## 1983
29. März – Sowjetunion
- Testpiloten des Instituts für Flugforschung: Ural  Sultanow, Magomed  Tolbojew
- Arzt der Akademie der medizinischen Wissenschaften: Oleg Atkow

Atkow legte von März bis September 1983 nur eine Kurzausbildung ab. Er verbrachte 1984 acht Monate an Bord von Saljut 7. Sultanow und Tolbojew begannen die Ausbildung erst im November 1985 zusammen mit den beiden nachfolgenden Gruppen. Sie kamen nicht zum Einsatz.
5. Juni – Spacelab 3 – USA
Eugene Trinh, Mary Johnston, Lodewijk van den Berg, Taylor Wang
Diese Gruppe stellte mit van den Berg und Wang zwei Nutzlastspezialisten für STS-51-B im April 1985. Trinh kam 1992 bei STS-50 zum Einsatz.
1. Juli – McDonnell Douglas – USA
Charles Walker
Mit Walker wurde erstmals ein Angestellter einer zivilen Firma als Nutzlastspezialist ausgewählt. Er kam 1984 und 1985 auf drei Raumflüge.
5. Dezember – CSA-Gruppe 1 – Kanada
Roberta Bondar, Marc Garneau, Steve MacLean, Ken Money, Robert Thirsk, Bjarni Tryggvason
Diese sechs Wissenschaftler wurden von der NASA als Nutzlastspezialisten für das Space Shuttle ausgebildet.
Der erste der drei vorhergesehenen Flüge (STS-41-G) fand im Oktober 1984 statt, es folgten STS-42 im Januar 1992 und STS-52 im Oktober 1992. MacLean wurde ab 1996 zusammen mit der NASA-Gruppe 16 als Missionsspezialist ausgebildet, Tryggvason und Thirsk folgten 1998 in die NASA-Gruppe 17. Außer Money flogen alle Mitglieder dieser Auswahl ins All.

## 1984
9. Januar – Spacelab 4 – USA
Drew Gaffney, Millie Hughes-Fulford, Robert Phillips, Bill Williams
Diese Gruppe wurde ursprünglich für den Flug STS-71-E zusammengestellt, der jedoch nach der Challenger-Katastrophe abgesagt wurde. Gaffney und Hughes-Fulford kamen bei STS-40 zum Einsatz, Phillips war Ersatzmann, Williams wurde nicht nominiert.
15. Februar – Sowjetunion
- Ingenieure von Energija: Sergei Jemeljanow, Alexander Kaleri
- Testpilot: Wiktor Sabolotski

Diese drei begannen ihre Ausbildung erst im November 1985, zusammen mit der vorigen und der nachfolgenden Gruppe. Nur Kaleri flog ins All.
25. Februar – Großbritannien
Anthony Boyle, Christopher Holmes, Peter Longhurst, Nigel Wood sowie ab Juli 1984 Richard Farrimond als Ersatz für Boyle
Dies war die erste und bisher einzige staatliche Auswahl von Raumfahrern aus Großbritannien. Diese vier Kandidaten wurden von der NASA als Nutzlastspezialisten ausgebildet, das Aussetzen von zwei britischen militärischen Satelliten durchzuführen. Geplant waren hierfür die Missionen STS-61-H und STS-71-C. Nach der Challenger-Katastrophe wurden diese Flüge abgesagt und die britische Gruppe aufgelöst.
23. Mai – NASA-Gruppe 10 – The Maggots – USA

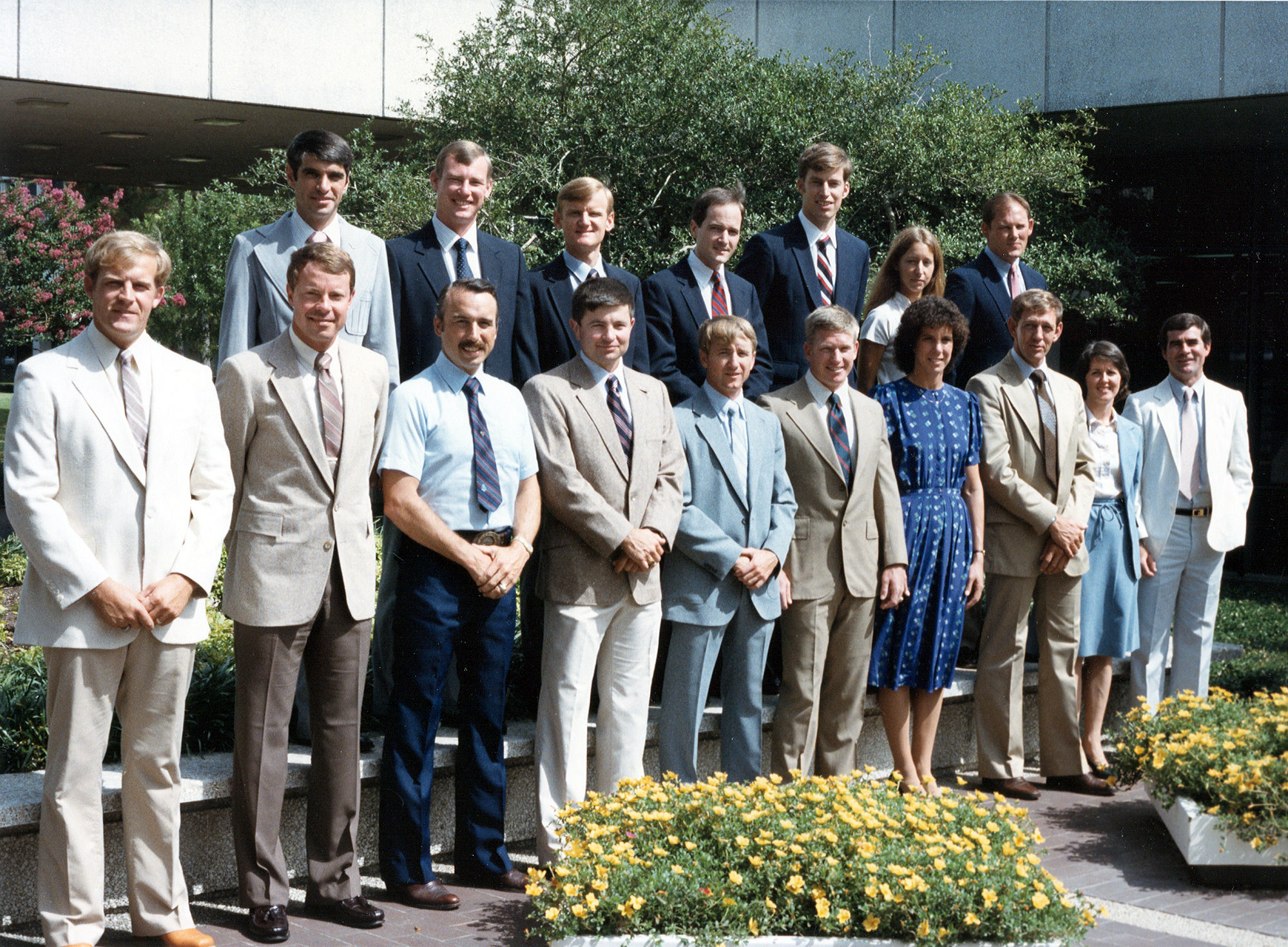
NASA-Gruppe 10

- Piloten: Kenneth Cameron, John Casper, Frank Culbertson, Sidney Gutierrez, Blaine Hammond, Michael McCulley, Jim Wetherbee
- Missionsspezialisten: James Adamson, Ellen Shulman (späterer Name: Ellen Shulman Baker), Mark Brown, Sonny Carter, Marsha Ivins, Mark Lee, David Low, William Shepherd, Kathryn Thornton, Charles Veach

Den ersten Flug dieser Gruppe führte Shepherd im Dezember 1988 mit STS-27 durch. Später wurde er der erste Kommandant der Internationalen Raumstation.
13. Juni – US Navy – USA
Paul Scully-Power, Robert Stevenson
Die US-Marine wählte für den Flug STS-41-G zwei Ozeanografen aus, wobei Scully-Power zum Einsatz kam.
20. Juni – ASTRO-1 – USA
Samuel Durrance, Kenneth Nordsieck, Ronald Parise
Diese Gruppe bestand aus zwei Astronomen und einem Astrophysiker. Die ursprünglich geplante Mission STS-61-E wurde nach der Challenger-Katastrophe gestrichen, und im Dezember 1990 mit STS-35 nachgeholt, wobei Durrance und Parise zum Einsatz kamen. Beide gehörten auch der ASTRO-2-Auswahl von 1993 an.
5. Juli – Hughes – USA
Louis Butterworth, Stephen Cunningham, Gregory Jarvis, John Konrad
Diese Gruppe bestand aus vier Nutzlastspezialisten der Firma Hughes Aircraft. Jarvis war bei STS-51-L der erste, der für einen Flug nominiert wurde, kam jedoch beim Start ums Leben. Daraufhin wurden die anderen geplanten Flüge nicht durchgeführt.
September – Indien
Nagapathi Bhat, Radhakrishnan Nair
Diese Gruppe sollte den Raumfahrer und den Ersatzmann für einen Space-Shuttle-Flug mit indischer Beteiligung stellen. Der für 1986 vorgesehene Flug STS-61-I wurde nach der Challenger-Katastrophe abgesagt.
November – ASI-Gruppe 1 – Italien
Cristiano Batalli-Cosmovici, Andrea Lorenzoni, Franco Rossitto
Diese Gruppe wurde von der NASA als Nutzlastspezialist ausgebildet. Der geplante Space-Shuttle-Flug mit italienischer Beteiligung wurde jedoch nach der Challenger-Katastrophe abgesagt und die Gruppe aufgelöst.
9. November – Politiker 1 – USA
Jake Garn, Bill Nelson
Senator Garn flog im April 1985 mit STS-51-D ins All, Kongressabgeordneter Nelson im Januar 1986 mit STS-61-C.

## 1985
März – Nutzlastspezialist McDonnell Douglas – USA
Robert Wood
Wood wurde von McDonnell Douglas als Nachfolger von Charles Walker ausgewählt. Er war für die Shuttleflüge STS-61-M und STS-71-D vorgesehen, die beide nach der Challenger-Katastrophe abgesagt wurden. Wood kam nicht zum Einsatz.
April – Saudi-Arabien
Abdulmohsen Al-Bassam, Sultan bin Salman Al Saud
Diese Gruppe stellte einen Raumfahrer und den Ersatzmann für den Space-Shuttle-Flug STS-51-G, der im Juni 1985 stattfand.
8. April – Nutzlastspezialist RCA – USA
Robert Cenker, Gerard Magilton
Cenker kam beim Shuttleflug STS-61-C im Januar 1986 zum Einsatz, Magilton flog nicht ins All.
Juni – Mexiko
Ricardo Peralta y Fabi, Rodolfo Neri Vela
Diese Gruppe stellte einen Raumfahrer und den Ersatzmann für den Space-Shuttle-Flug STS-61-B, der im November 1985 stattfand.
4. Juni – NASA-Gruppe 11 – USA

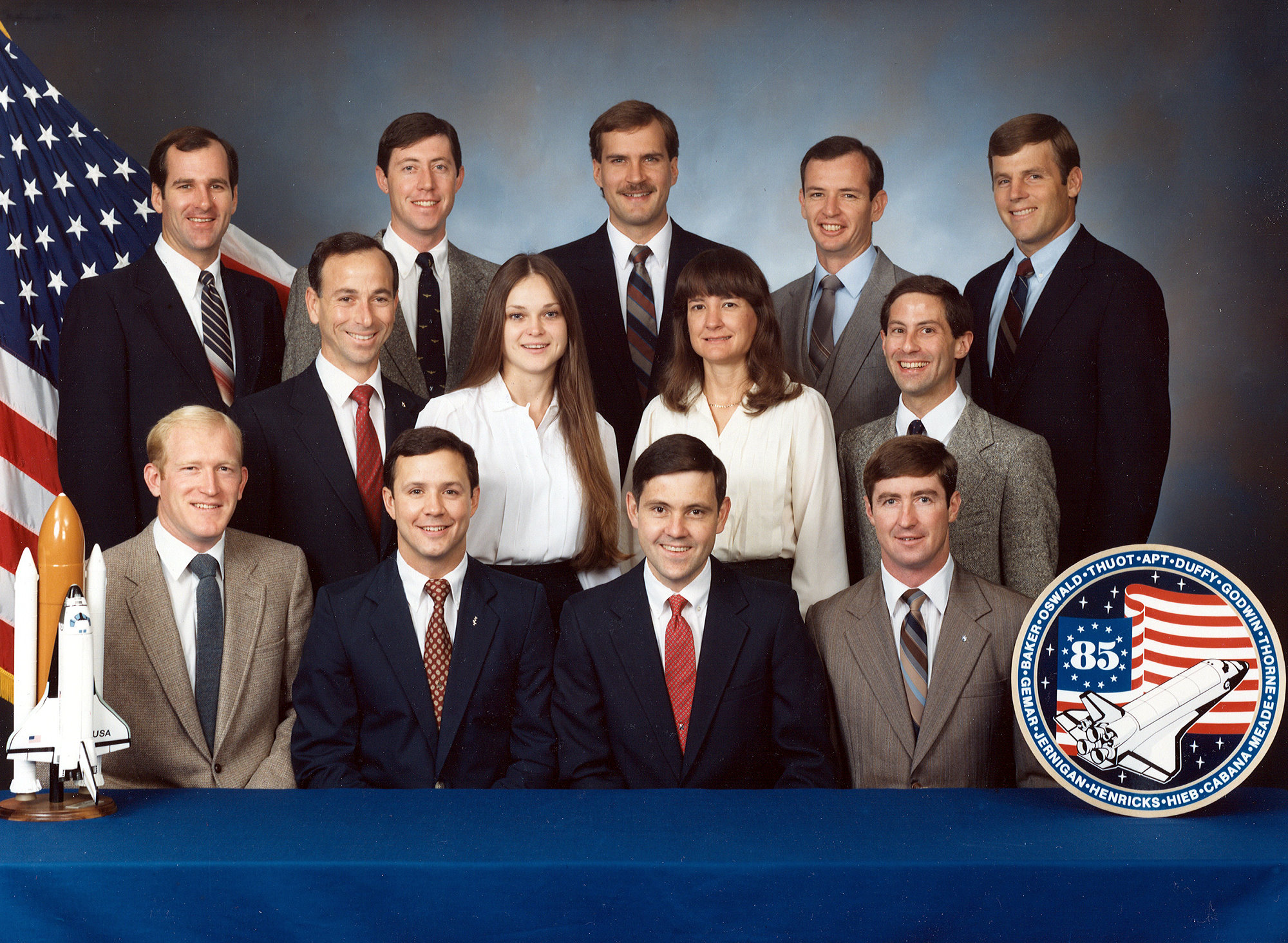
NASA-Gruppe 11

- Piloten: Michael Baker, Robert Cabana, Brian Duffy, Terence Henricks, Stephen Oswald, Stephen Thorne
- Missionsspezialisten: Jerome Apt, Charles Gemar, Linda Godwin, Richard Hieb, Tamara Jernigan, Carl Meade, Pierre Thuot

Aufgrund des Challenger-Unglücks wurden die Shuttleflüge mehr als zwei Jahre lang ausgesetzt, so dass diese Gruppe erst spät zu Raumflügen eingeteilt wurde. Den Anfang machte Thuot im Februar 1990 mit STS-36. Thorne starb bei einem Flugzeugabsturz vor der Zuteilung zu einer Mission.
19. Juli – Teacher in Space – USA
Christa McAuliffe, Barbara Morgan
Am Shuttleflug STS-51-L sollte eine Lehrerin teilnehmen. McAucliffe wurde hierfür ausgewählt, kam aber beim Start ums Leben. Ihre Ersatzfrau Morgan wurde ab 1998 mit der NASA-Gruppe 17 als Missionsspezialistin ausgebildet und nahm im Sommer 2007 an ihrem ersten Raumflug bei STS-118 teil.
11. August – NASDA-Gruppe – Japan
Mamoru Mōri, Chiaki Mukai, Takao Doi
Diese Gruppe sollte zwei Raumfahrer und eine Ersatzperson für den Space-Shuttle-Flug STS-81-G stellen, bei dem im Jahr 1988 japanische Experimente im Spacelab-J durchgeführt werden sollten. Die Mission wurde nach der Challenger-Katastrophe im Januar 1986 abgesagt und erst 1992 als STS-47 durchgeführt. Doi wurde ab 1994 zusammen mit der NASA-Gruppe 15 als Missionsspezialist ausgebildet, Mohri folgte 1996 in die NASA-Gruppe 16. Alle drei Mitglieder dieser Gruppe kamen zu zwei Raumflügen.
September – MSE-Auswahl 3 – USA
Joseph Carretto, Robert Crombie, Frank DeArmond, David Staib, Theresa Tittle
Diese Auswahl bestand aus fünf Ingenieuren der US Air Force. Keiner wurde für einen Raumflug nominiert, die Gruppe wurde im Juni 1988 aufgelöst.
September – Militärgruppe – USA
Edward Aldridge, Lawrence Skantze
Diese Gruppe bestand aus zwei hochrangigen Militärangehörigen. Aldrige war für den Flug STS-62-A vorgesehen, der nach der Challenger-Katastrophe abgesagt wurde. General Skantze war für den Flug STS-61-N vorgesehen, der nach der Challenger-Katastrophe ebenfalls abgesagt wurde. Beide kamen nicht zum Einsatz.
2. September – Sowjetunion
- Piloten der Luftstreitkräfte: Wiktor Afanassjew, Anatolij Arzebarskyj, Gennadi Manakow
- Ingenieur des Instituts für mikrobiologische Probleme: Juri Stepanow
- Ingenieure von Energija: Sergei Krikaljow, Andrei Saizew
- Testpiloten des Flugforschungsinstituts: Juri Scheffer, Sergei Treswjatski

Diese Kandidaten führten ihre Grundausbildung zusammen mit den beiden vorhergehenden Gruppen durch. Manakow war im August 1990 der erste, der für einen Raumflug ausgewählt wurde, Krikaljow wurde später der erste sowjetische Kosmonaut an Bord des amerikanischen Space-Shuttle und ab 2005 Rekordhalter für die längste Zeit im All. Saizew, Scheffer, Stepanow und Treswjatski flogen nicht ins All.
18. September – CNES 2 – Frankreich
Claudie André-Deshays (späterer Name: Claudie Haigneré), Jean-François Clervoy, Jean-Jacques Favier, Jean-Pierre Haigneré, Frederic Patat, Michel Tognini, Michel Viso
Diese französische Gruppe wurde für mehrere Raumflüge in Zusammenarbeit mit der Sowjetunion und den USA ausgebildet. Tognini, Haigneré und André-Deshays flogen zwischen 1992 und 2001 bei verschiedenen Sojus-Missionen, Clervoy, Favier und Tognini zwischen 1994 und 1999 mehrere Male mit dem Space Shuttle. Viso und Patat schieden aus der Gruppe 1998 aus, ohne einem Flug zugeteilt worden zu sein.
Clervoy trat 1992 zum Astronautenkorps der ESA über und wurde mit der NASA-Gruppe 14 zum Missionsspezialisten ausgebildet. Haigneré ging 1998 zur ESA, André-Deshays und Tognini folgten 1999.
30. September – Syrien
Muhammed Ahmed Faris, Munir Habib Habib
Diese Gruppe stellte einen Raumfahrer mit Ersatzmann für den Raumflug Sojus TM-3, der im Juli 1987 stattfand.
30. Oktober – Indonesien
Taufik Akbar, Pratiwi Sudarmono
Diese Gruppe sollte Raumfahrer und Ersatzperson für einen Space-Shuttle-Flug mit indonesischer Beteiligung stellen. Der vorgesehene Flug STS-61-H wurde nach der Challenger-Katastrophe abgesagt, die Ausbildung der Kandidaten wurde nicht abgeschlossen.
November – WOSE-Gruppe 1 – USA
Grant Aufderhaar, Fred Lewis, Ronald Townsend
Diese Gruppe wurde für den Flug STS-61-M zusammengestellt und bestand aus Meteorologen der US-Luftwaffe. Als Folge der Challenger-Katastrophe wurde ihre Ausbildung abgebrochen.
9. November – Nutzlastspezialist AmSat – USA
Otto Hoernig
Hoernig war als Nutzlastspezialist für einen Shuttleflug 1987 vorgesehen. Der vorgesehene Flug STS-71-C wurde nach der Challenger-Katastrophe abgesagt.
27. Dezember – Nutzlastspezialisten EOM – USA/Belgien
Charles Chappell, Dirk Frimout (Belgien)
Diese Auswahl wurde nicht von NASA oder ESA getroffen, sondern von der Investigator Working Group, die die wissenschaftlichen Experimente an Bord des Shuttleflugs STS-61-K betreuen sollte. Der Flug wurde nach der Challenger-Katastrophe abgesagt. Frimout kam 1992 bei STS-45 zum Einsatz und wurde der erste belgische Raumfahrer.

## 1987
8. Januar – Bulgarien
Alexandar Alexandrow, Krasimir Stojanow
Da der Interkosmos-Flug Sojus 33 mit bulgarischer Beteiligung abgebrochen werden musste, wurde der Flug im Juni 1988 wiederholt. Der damalige Ersatzmann Alexandrow war als Besatzung bestimmt, Stojanow kam in die Reservemannschaft.
26. März – Sowjetunion
- Ingenieur von Energia: Sergei Awdejew
- Piloten der Luftstreitkräfte: Wladimir Deschurow, Juri Gidsenko, Waleri Korsun, Juri Malentschenko, Wassili Ziblijew

Alle sechs Kandidaten dieser Gruppe kamen zu Langzeitaufenthalten im All, der erste davon war Awdejew im Juli 1992 mit Sojus TM-15. Malentschenko flog dazu auch als Missionsspezialist im amerikanischen Space Shuttle.
5. Juni – NASA-Gruppe 12 – The GAFFers – USA

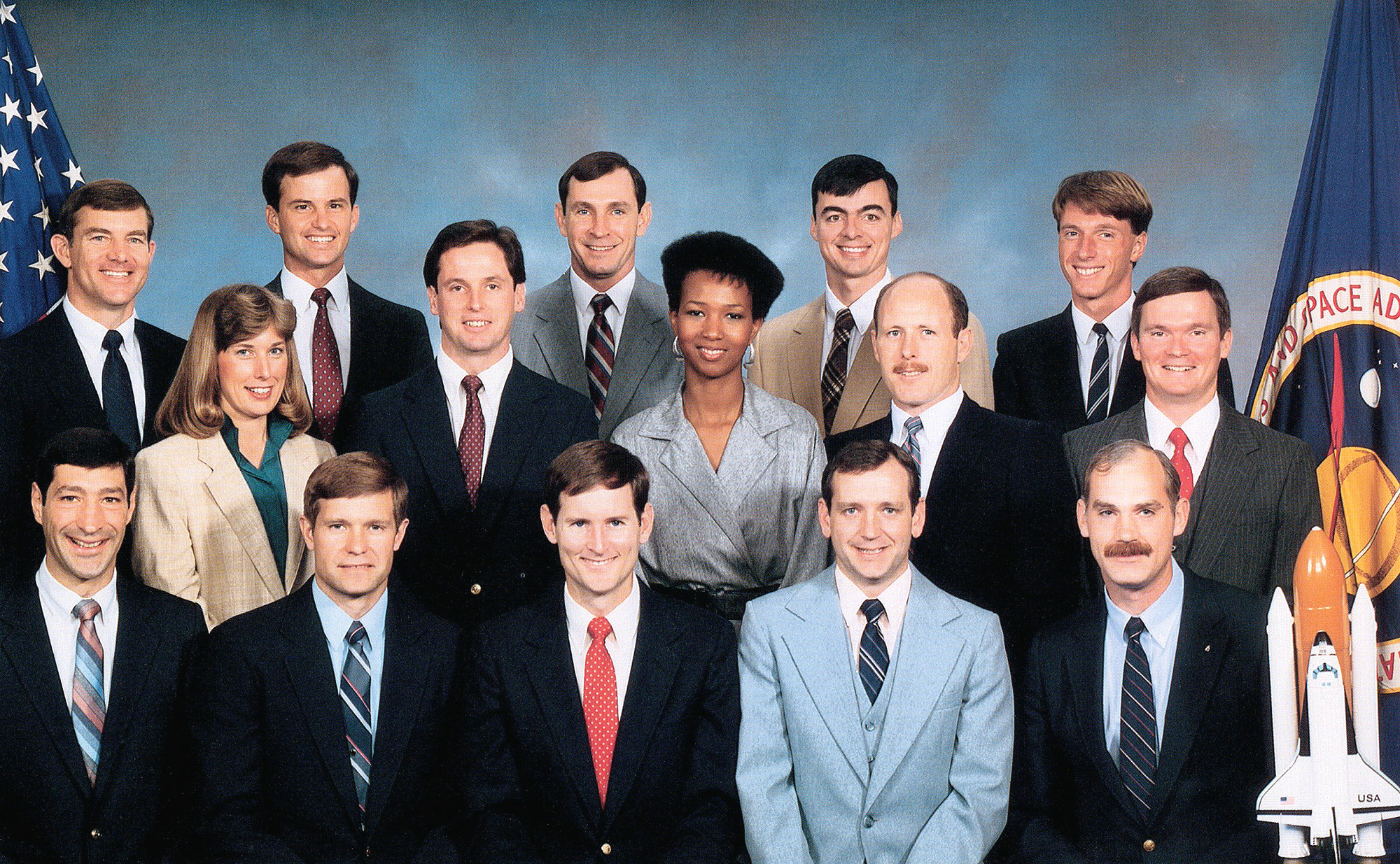
NASA-Gruppe 12

- Piloten: Andrew Allen, Ken Bowersox, Curtis Brown, Kevin Chilton, Donald McMonagle, William Readdy, Kenneth Reightler
- Missionsspezialisten: Thomas Akers, Jan Davis, Michael Foale, Gregory Harbaugh, Mae Jemison, Bruce Melnick, Mario Runco, James Voss

Der Spitzname der Gruppe ist ein Akronym für „George Abbey Final Fifteen“. Die ersten, die von dieser Gruppe zum Einsatz kamen, waren Akers und Melnick im Oktober 1990 mit STS-41.
Juli – SDI-StarLab – USA
Kenneth Bechis, Dennis Boesen
Bechis und Boesen wurden für einen militärischen Shuttleflug ausgebildet, der mehrmals verschoben und schließlich abgesagt wurde.
3. August – DLR-Gruppe 2 – Deutschland
Renate Brümmer, Hans Schlegel, Gerhard Thiele, Heike Walpot, Ulrich Walter
Brümmer, Schlegel, Thiele und Walter wurden ab Oktober 1990 von der NASA zu Nutzlastspezialisten für STS-55 ausgebildet. Der Flug erfolgte im April 1993 unter Beteiligung von Schlegel und Walter. Nach diesem Flug traten Brümmer, Walpot und Walter aus, Schlegel und Thiele traten 1998 dem europäischen Astronautenkorps bei.

## 1988
12. Februar – Afghanistan
Abdul Ahad Momand, Mohammad Dauran Ghulam Masum
Diese Gruppe stellte einen Raumfahrer und seinen Ersatzmann für den Raumflug von Sojus TM-6 im August 1988.
Februar – WOSE-Gruppe 2 – USA
Lloyd Lynn Anderson, Carol Lynn Belt (späterer Name: Carol Lynn Belt Weaver)
Wie auch die WOSE-1-Gruppe von 1985 bestand diese Gruppe aus Meteorologen der US-Luftwaffe. Keiner der Gruppe kam zum Einsatz.
September – Terra Scout – USA
Michael Belt, John Hawker, Thomas Hennen
Diese Gruppe bestand aus Aufklärern der US-Army, die das TerraScout-Experiment beim Shuttleflug STS-44 betreuen sollten. Hennen gehörte zur Besatzung, Belt wurde sein Ersatzmann.

## 1989
11. Januar – IML-1 – USA/ESA
Roger Crouch, Ulf Merbold
Diese Auswahl sollte einen der beiden Nutzlastspezialisten für den Shuttleflug STS-42 sowie dessen Ersatzmann stellen. Zum Einsatz kam Merbold. Crouch war ab 1996 Mitglied der MSL-1-Auswahl und kam zu zwei Einsätzen mit dem Space Shuttle.
25. Januar – Sowjetunion
- Ärzte des Instituts für mikrobiologische Probleme: Wladimir Karaschtin, Wassili Lukjanjuk, Boris Morukow
- Ingenieure von Energija: Nikolai Budarin, Jelena Kondakowa,  Alexander Fjodorowitsch Poleschtschuk, Juri Ussatschow
- Piloten der Luftstreitkräfte: Alexander Jablonzew, Juri Onufrijenko, Gennadi Padalka, Anatoli Polonski, Waleri Tokarew
- Pilot der Luftabwehrkräfte: Sergei Kritschewski
- Testpilot: Juri Prichodko

Karaschtin, Kondakowa, Lukjanjuk und Morukow begannen ihre Ausbildung erst im Oktober 1990 und schlossen sie im März 1992 ab, ein Jahr nach den anderen Kandidaten dieser Gruppe. Polonski schied kurz nach Abschluss der Ausbildung aus dem Kosmonautenkorps aus. Der erste Raumfahrer dieser Kosmonautengruppe war Poleschtuk im Januar 1993. Kondakowa, Tokarew, Ussatschow und Morukow flogen als Missionsspezialisten an Bord des amerikanischen Space Shuttle. Mit Kondakowa wurde erstmals in der Sowjetunion eine Frau gleichzeitig mit Männern ausgewählt.
24. Februar – SLS-1 – USA
Drew Gaffney, Millie Hughes-Fulford, Robert Phillips
Diese drei Wissenschaftler waren bereits ab 1984 in einer Spacelab-Nutzlastspezialisten-Gruppe, kamen damals aber nicht zum Einsatz. Gaffney und Hughes-Fulford gehörten bei STS-40 zur Besatzung, Phillips war Reserve.
Februar – ASI-Gruppe 2 – Italien
Cristiano Batalli-Cosmovici, Umberto Guidoni, Franco Malerba
Diese drei italienischen Wissenschaftler wurden von der NASA für den Flug STS-46 ausgebildet, der im Juli 1992 mit Beteiligung von Malerba stattfand. Guidoni trat 1998 in das europäische Astronautenkorps ein.
17. August – TV-Journalisten – Japan
Toyohiro Akiyama, Ryoko Kikuchi
Mit dieser Auswahl begann die sowjetische Raumfahrtbehörde, einzelne Plätze auf Sojusflügen auch an nicht-staatliche Firmen zu verkaufen. Im Gegensatz zu früheren Flügen mit internationaler Beteiligung ging es nicht um die Demonstration der Zusammenarbeit mit befreundeten Nationen (die Gastkosmonauten waren meist Angehörige der nationalen Luftwaffe), sondern um kommerzielle Interessen. Für den Flug von Sojus TM-11 im Dezember 1990 wurde ein Platz an die japanische Fernsehgesellschaft TBS verkauft. Akiyama wurde der erste Raumfahrer, der nicht von seinem Staat finanziert wurde.
29. September – ATLAS – USA
Charles Chappell, Dirk Frimout (Belgien), Michael Lampton, Byron Lichtenberg
Diese Gruppe stellte die zwei Nutzlastspezialisten für den Flug STS-45 im März 1992. Ursprünglich waren Lampton und Lichtenberg als Besatzung vorgesehen, jedoch wurde Lampton aus medizinischen Gründen durch Frimout ersetzt, der damit der erste belgische Raumfahrer wurde.
4. Oktober – Spacelab-J – USA
Stanley Koszelak
Der Wissenschaftler Koszelak war Ersatz-Nutzlastsspezialist für den Shuttleflug STS-47 im September 1992.
6. Oktober – Austromir – Österreich
Clemens Lothaller, Franz Viehböck
Diese Gruppe stellte einen Raumfahrer und einen Ersatzmann für die österreichische Forschungsmission Austromir, die im Oktober 1991 an Bord der Raumstation Mir stattfand.
25. November – Juno-Gruppe – Großbritannien
Timothy Mace, Helen Sharman
Diese Gruppe wurde nicht vom Staat, sondern von der britischen Industrie finanziert. Die zwei Plätze für einen Raumfahrer und eine Ersatzperson für die Mission Mir-Juno wurden öffentlich ausgeschrieben. Helen Sharman wurde im Mai 1991 die erste Raumfahrerin Großbritanniens.

## 1990

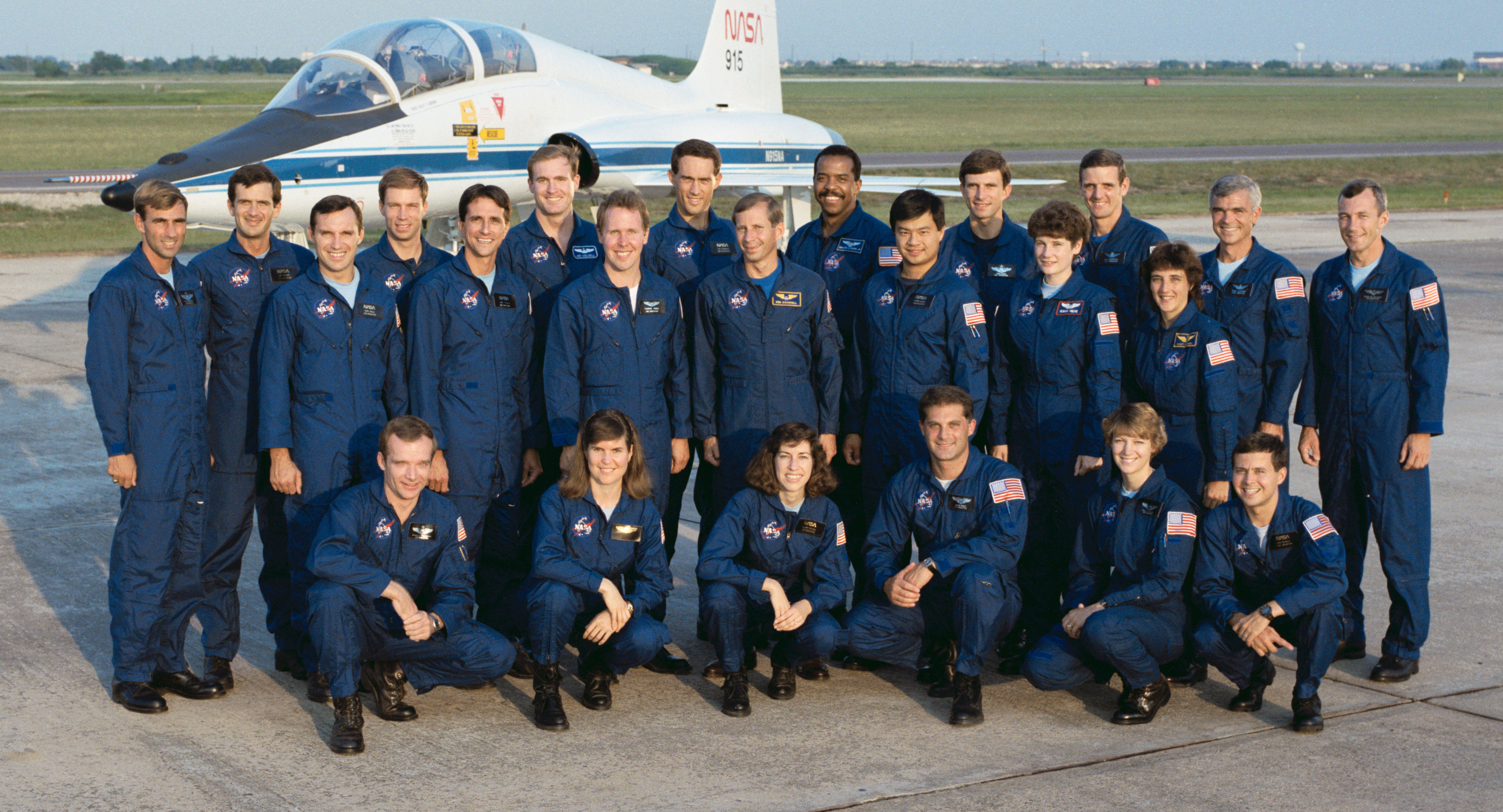
NASA-Gruppe 13

17. Januar – NASA-Gruppe 13 – The Hairballs – USA
- Piloten: Kenneth Cockrell, Eileen Collins, William Gregory, James Halsell, Charles Precourt, Richard Searfoss, Terrence Wilcutt
- Missionsspezialisten: Daniel Bursch, Leroy Chiao, Michael Clifford, Nancy Sherlock (späterer Name: Nancy Currie), Bernard Harris, Susan Helms, Thomas Jones, William S. McArthur, James H. Newman, Ellen Ochoa, Ronald Sega, Donald Thomas, Janice Voss, Carl Walz, Jeff Wisoff, David Wolf

Den ersten Flug dieser Gruppe unternahm Clifford mit STS-53 im Dezember 1992. Auch alle anderen Mitglieder dieser NASA-Gruppe kamen zu Einsätzen im Space Shuttle.
Februar – CNES-Gruppe 3 – Frankreich
Léopold Eyharts, Philippe Perrin, Jean-Marc Gasparini, Benoit Silve
Perrin wurde ab 1996 von der NASA mit ihrer Gruppe 16 zum Missionsspezialisten ausgebildet und kam im Juni 2002 zu einem Raumflug. Eyharts wurde zuerst in der Sowjetunion ausgebildet, später bei der NASA. Seinen ersten Raumflug absolvierte er im Januar 1998, danach trat er dem europäischen Astronautenkorps bei. Gasparini und Silve wurden für keinen Flug nominiert.
11. Mai – Sowjetunion
- Ingenieur des Luftfahrt-Ministeriums: Wladimir  Sewerin
- Journalisten: Alexander  Andrjuschkow, Waleri  Baberdin, Juri  Krikun, Pawel  Muchortow, Swetlana  Omeltschenko, Waleri  Scharow
- Pilot des Ministeriums für zivile Luftfahrt: Talghat Mussabajew
- Pilot der Luftabwehrkräfte: Sergej  Wosowikow
- Piloten der Luftstreitkräfte: Waleri  Maximenko, Nikolai  Puschenko, Alexander  Putschkow, Sergej Saljotin, Salischan Scharipow

Maximenko, Puschenko und Putschkow stießen zur Ausbildungsgruppe der Piloten der Luftstreitkräfte des Vorjahres. Maximenko und die Journalisten wurden nach Abschluss der Ausbildung nicht übernommen. Wosowikow kam 1993 während eines Überlebenstrainings am Schwarzen Meer durch Ertrinken ums Leben. Von den restlichen Kosmonauten kamen nur drei zu Raumflügen: Mussabajew zu drei Flügen zwischen 1994 und 2001, Saljotin zu zwei Flügen 2000 und 2002 und Scharipow zu zwei Flügen zwischen 1998 und 2004/2005.
25. Juni – Terra Geode – USA
Palmer Bailey, Robert Clegg, Michael Hoffpauir
Diese Gruppe bestand aus Geographen und Geologen der US-Army. Das geplante Projekt Terra Geode wurde jedoch nicht durchgeführt.
6. August – USML-1 – USA
Lawrence DeLucas, Joseph Prahl, Albert Sacco, Eugene Trinh
Diese Gruppe stellte zwei Nutzlastspezialisten und deren Ersatzleute für den Flug STS-50 im Juni 1992. Zum Einsatz kamen DeLucas und Trinh.
8. Oktober – DLR-Gruppe 3 – Deutschland
Reinhold Ewald, Klaus-Dietrich Flade
Ewald und Flade wurden in der Sowjetunion als Forschungskosmonauten für die Raumstation Mir ausgebildet. Flade kam im März 1992 zum Einsatz, Ewald im Februar 1997. Ewald trat 1999 in das europäische Astronautenkorps ein.

## 1991
21. Januar – Sowjetunion/Kasachstan
Toqtar Äubäkirow, Talghat Mussabajew
Aufgrund des Zerfalls der Sowjetunion war es politisch notwendig, so bald wie möglich einen Raumfahrer aus Kasachstan ins All zu bringen. Hierfür wurde Äubäkirow vorgesehen, ein Testpilot der sowjetischen Luftstreitkräfte, der in die neugegründete kasachische Luftwaffe übergetreten war. Als Ersatzmann wurde Mussabajew bestimmt, der sich bereits seit dem Vorjahr in der Raumfahrerausbildung befand.
6. Dezember – Nutzlastspezialisten SLS-2 – USA
Jay Buckey, Martin Fettman, Lawrence Young
Diese Gruppe stellte einen Nutzlastspezialisten für STS-58 im Oktober 1993. Zum Einsatz kam Fettman. Buckey wurde 1996 Mitglied der Neurolab-Auswahl.

## 1992
3. März – Russland
Alexander Lasutkin, Sergei Treschtschow, Pawel Winogradow
Lasutkin verbrachte 1997 sechs Monate auf der Mir, Treschtschow 2002 sechs Monate auf der ISS. Winogradow kam zu zwei Langzeitaufenthalten im All: sechs Monate 1997/98 auf der Mir sowie 2006 weitere sechs Monate als Kommandant der ISS-Expedition 13.
31. März – NASA-Gruppe 14 – The Hogs – USA

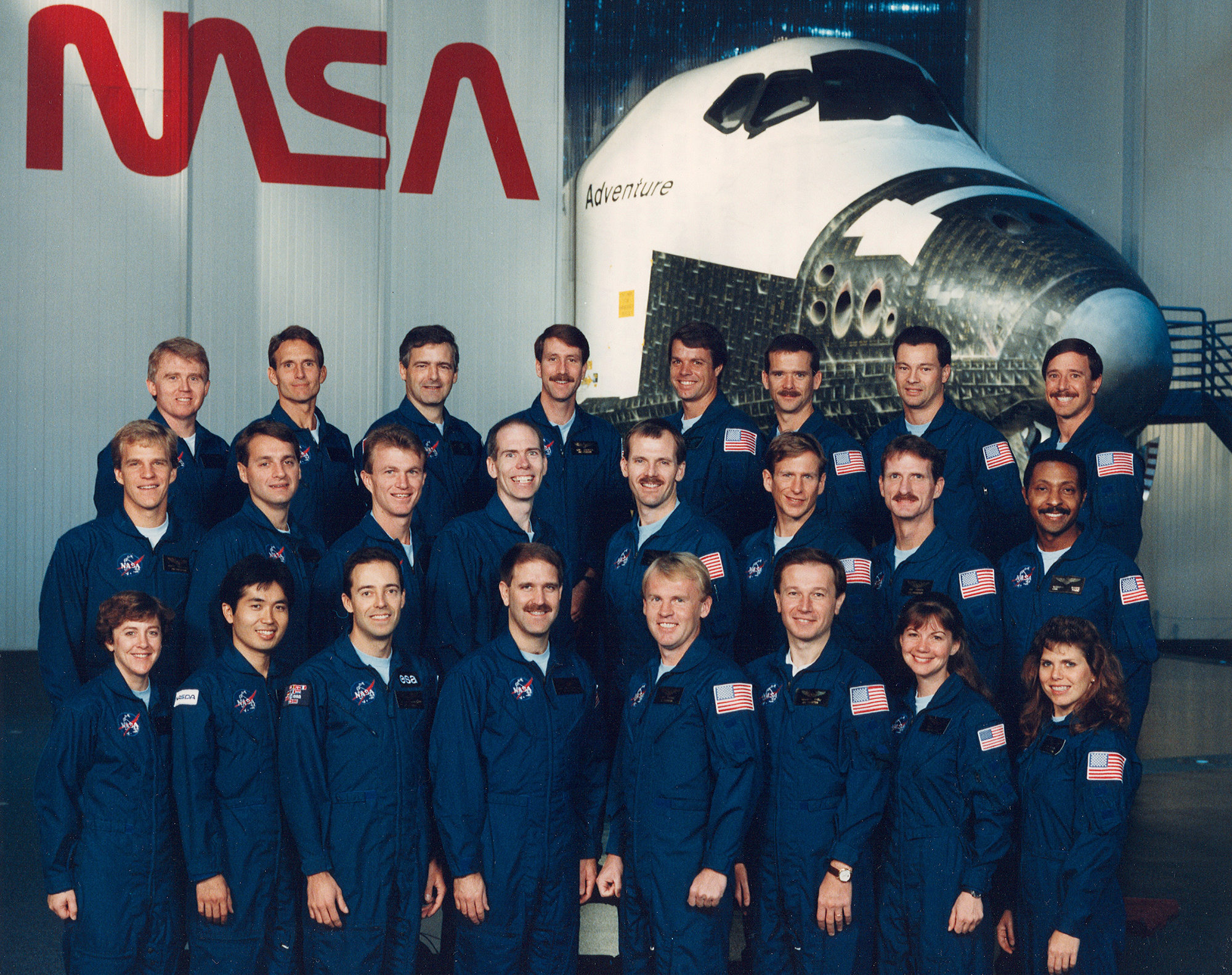
NASA-Gruppe 14

- Piloten: Scott Horowitz, Brent Jett, Kevin Kregel, Kent Rominger
- Missionsspezialisten: Daniel Barry, Charles Brady, Catherine Coleman, Michael Gernhardt, John Grunsfeld, Wendy Lawrence, Jerry Linenger, Richard Linnehan, Michael López-Alegría, Scott Parazynski, Winston Scott, Steven Smith, Joseph Tanner, Andy Thomas, Mary Weber
- Internationale Missionsspezialisten: Marc Garneau (Kanada), Chris Hadfield (Kanada), Maurizio Cheli (Italien), Jean-François Clervoy (Frankreich), Kōichi Wakata (Japan)

Beginnend mit dieser Gruppe wurden die internationalen Missionsspezialisten im Auftrag ihrer Raumfahrtagenturen zusammen mit den NASA-Astronauten zu vollwertigen Missionsspezialisten ausgebildet und konnten damit auf jeder Space-Shuttle-Mission eingesetzt werden.
Als erster Vertreter dieser NASA-Gruppe kam Linenger im September 1994 mit STS-64 zum Einsatz. Brady und Linnehan kamen im Juni 1996 mit STS-78 als letzte zu ihrem Erstflug.
April – NASDA-Gruppe 2 – Japan
Kōichi Wakata
Wakata wurde zusammen mit der NASA-Gruppe 14 als Missionsspezialist ausgebildet.
15. Mai – ESA
Maurizio Cheli (Italien), Jean-François Clervoy (Frankreich), Pedro Francisco Duque (Spanien), Christer Fuglesang (Schweden), Marianne Merchez (Belgien), Thomas Reiter (Deutschland)
Dies war nach 1977 erst die zweite internationale Auswahl der ESA. Nominiert wurden sechs Kandidaten aus sechs Mitgliedsländern. Cheli und Clervoy traten der NASA-Gruppe 14 bei und flogen zwischen 1994 und 1999 mit dem Space Shuttle. Duque, Fuglesang und Reiter wurden sowohl von Roskosmos als auch von der NASA ausgebildet und kamen zu Einsätzen auf der Internationalen Raumstation. Merchez schied 1995 aus, ohne einem Flug zugeteilt worden zu sein.
9. Juni – CSA-Gruppe 2 – Kanada
Chris Hadfield, Michael McKay, Julie Payette, Dafydd Williams
Hadfield wurde mit der NASA-Gruppe 14 zum Missionsspezialisten ausgebildet, Williams folgte in die Gruppe 15, Payette in Gruppe 16. Alle drei kamen zu mehreren Raumflügen. McKay schied 1995 aus medizinischen Gründen aus.

## 1993
Mai – Nutzlastspezialisten ASTRO-2 – USA
Samuel Durrance, Ronald Parise, Scott Vangen
Durrance und Parise gehörten davor schon ab 1984 zur Auswahlgruppe ASTRO-1. Der ASTRO-2-Flug fand im März 1995 mit STS-67 statt. Durrance und Parise gehörten zur Besatzung, Vangen war Reserve.

## 1994
1. April – Russland
Nadeschda Kuschelnaja, Michail Tjurin
Diese Gruppe bestand nur aus zwei Energija-Ingenieuren. Kuschelnaja wurde der Ersatzmannschaft einer ISS-Austauschmission zugeteilt, Tjurin nahm an zwei Langzeitaufenthalten an Bord der ISS teil.
20. Juni – Nutzlastspezialisten USML-2 – USA
Ray Holt, Fred Leslie, David Matthiesen, Albert Sacco
Diese Gruppe stellte zwei Nutzlastspezialisten für STS-73. Zum Einsatz kamen Leslie und Sacco, der bei der USML-1-Gruppe von 1990 Reservist gewesen war.
8. Dezember – NASA-Gruppe 15 – The Flying Escargot – USA

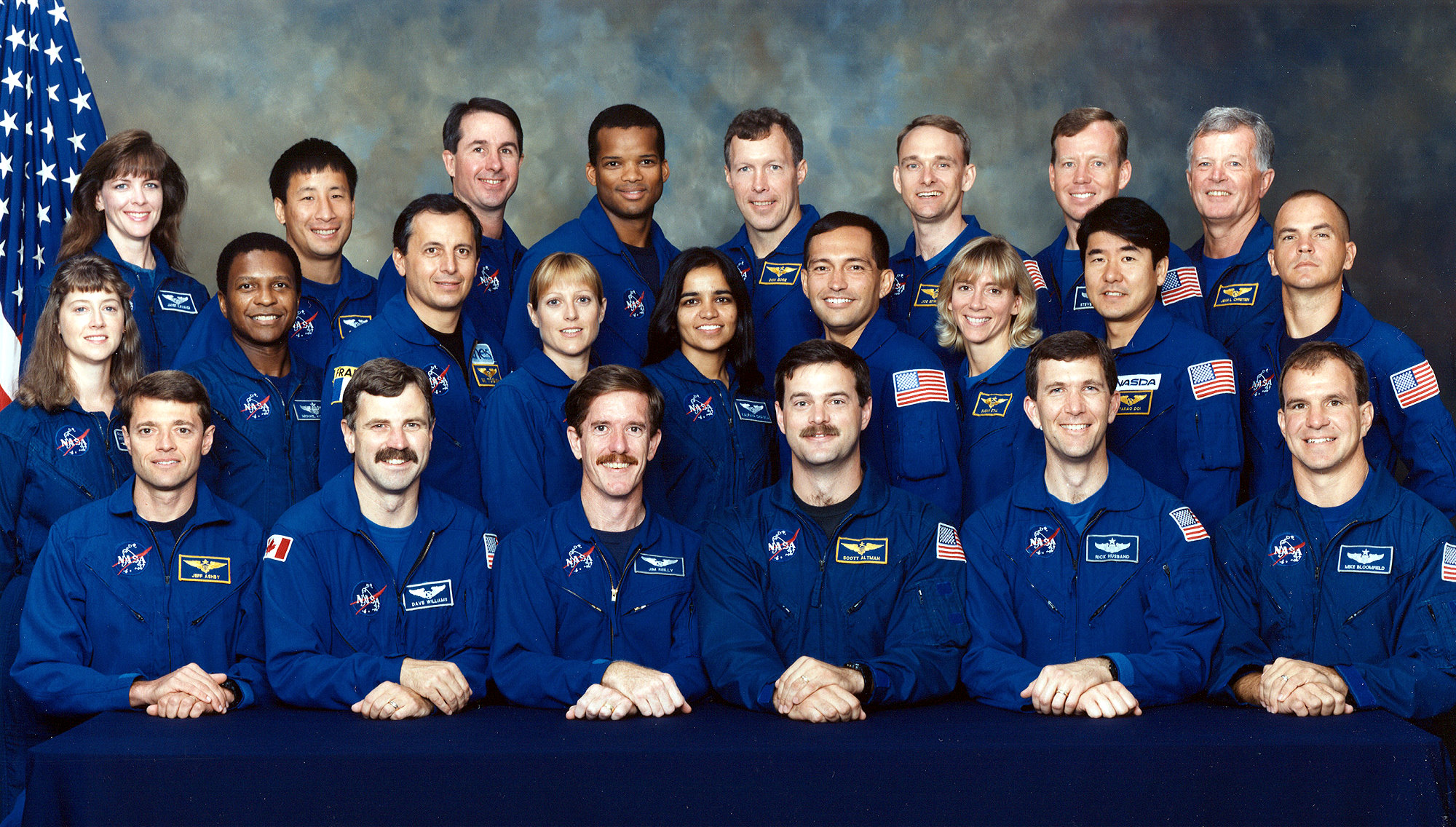
NASA-Gruppe 15

- Piloten: Scott Altman, Jeffrey Ashby, Michael Bloomfield, Joe Edwards, Dominic Gorie, Rick Husband, Steven Lindsey, Pamela Melroy, Susan Still (späterer Name: Susan Still-Kilrain), Frederick Sturckow
- Missionsspezialisten: Michael Anderson, Robert Curbeam, Kalpana Chawla, Kathryn Hire, Janet Kavandi, Ed Lu, Carlos Noriega, James Reilly, Stephen Robinson
- Internationale Missionsspezialisten: Jean-Loup Chrétien (Frankreich), Takao Doi (Japan), Michel Tognini (Frankreich), Dafydd Williams (Kanada)

Susan Still-Kilrain kam bereits im April 1997 bei STS-83 zum Einsatz. Dies war der kürzeste Abstand zwischen Auswahl und Erstflug, den es je bei der NASA gab. Husband, Anderson und Chawla flogen auf der letzten Columbia-Mission STS-107 und kamen dabei ums Leben.

## 1995
8. Mai – ASI-Gruppe 3 – Italien
Luca Urbani
Urbani wurde von der NASA als Ersatz-Nutzlastspezialist für STS-78 ausgebildet, kam aber nicht zum Einsatz.

## 1996
Februar – Nutzlastspezialisten MSL-1 – USA
Roger Crouch, Gregory Linteris, Paul Ronney
Diese Gruppe stellte zwei Nutzlastspezialisten für STS-83 im April 1997. Zum Einsatz kamen Crouch und Linteris. Der Flug musste abgebrochen werden und wurde als STS-94 wiederholt. Crouch war zuvor bereits in der IML1-Auswahl von 1989.
Februar/März – Russland
- Ingenieure von Energija: Konstantin Kosejew, Sergei Rewin
- Ingenieur der kosmischen Streitkräfte: Juri Schargin
- Ziviler Ingenieur: Oleg Kononenko
- Arzt der Luftwaffe: Oleg Kotow

Als erster dieser Gruppe flog Kosejew ins All (Oktober 2001 mit Sojus TM-33), als letzter Rewin über 10 Jahre später (Mai 2012 mit Sojus TMA-04M).
4. April – Nutzlastspezialisten Neurolab – USA
Jay Buckey, Alexander Dunlap, James Pawelczyk
Diese Gruppe stellte zwei Nutzlastspezialisten für STS-90 im April 1998. Zum Einsatz kamen Buckey und Pawelczyk. Buckey war 1991 bereits Mitglied der SLS2-Auswahl.
1. Mai – NASA-Gruppe 16 – The Sardines – USA

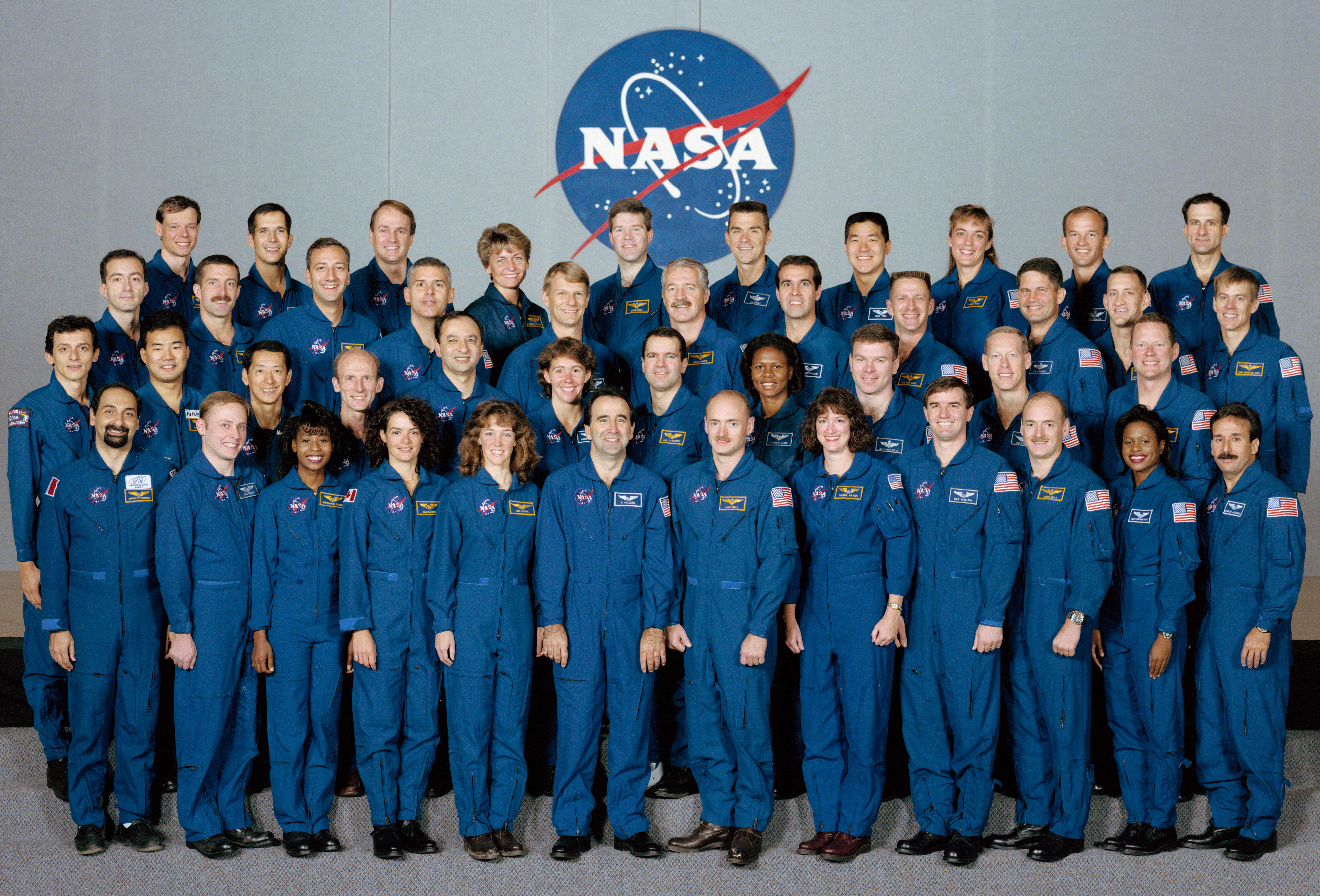
NASA-Gruppe 16

- Piloten: Duane Carey, Stephen Frick, Charles Hobaugh, James Kelly, Mark Kelly, Scott Kelly, Paul Lockhart, Christopher Loria, William McCool, Mark Polansky
- Missionsspezialisten: David Brown, Daniel Burbank, Yvonne Cagle, Fernando Caldeiro, Charles Camarda, Laurel Clark, Michael Fincke, Patrick Forrester, John Herrington, Joan Higginbotham, Sandra Magnus, Michael Massimino, Richard Mastracchio, Lee Morin, Lisa Nowak, Donald Pettit, John Phillips, Paul Richards, Piers Sellers, Heidemarie Stefanyshyn-Piper, Daniel Tani, Rex Walheim, Peggy Whitson, Jeffrey Williams, Stephanie Wilson
- Internationale Missionsspezialisten: Pedro Francisco Duque (Spanien), Christer Fuglesang (Schweden), Umberto Guidoni (Italien), Steven MacLean (Kanada), Mamoru Mōri (Japan), Sōichi Noguchi (Japan), Julie Payette (Kanada), Philippe Perrin (Frankreich), Gerhard Thiele (Deutschland)

Mark und Scott Kelly sind Zwillinge, aber nicht mit James Kelly verwandt. Als erster dieser Gruppe kam Scott Kelly im Dezember 1999 mit STS-103 zum Einsatz. Loria wurde von seinem geplanten Shuttle-Flug auf Grund einer Verletzung abgezogen und verließ das Astronautenkorps ohne Flug. Brown, Clark und McCool flogen zusammen die Mission STS-107, bei der die Raumfähre Columbia verunglückte. Als einzige Mitglieder dieser Gruppe wurden Cagle und Caldeiro nicht für einen Raumflug nominiert, Caldeiro starb im Oktober 2009.
Juni – NASDA-Gruppe – Japan
Sōichi Noguchi
Noguchi wurde von der NASA mit der Gruppe 16 als Missionsspezialist ausgebildet und unternahm im Juli 2005 mit STS-114 seinen ersten Raumflug.
Oktober – China
Li Qinglong, Wu Jie
Li und Wu nahmen von November 1996 bis Dezember 1997 in Russland an der Ausbildung zum Kosmonauten teil. Ein Einsatz bei einem Raumflug war nicht geplant, vielmehr sollten sie nach ihrer Rückkehr die Ausbildung der chinesischen Raumfahrer leiten.
Dezember – Nutzlastspezialisten – Ukraine
Leonid Kadenjuk, Jaroslaw Pustowui
Diese Auswahl stellte einen Raumfahrer und einen Ersatzmann für den Shuttleflug STS-87 im November 1997. Kadenjuk war bereits 1976 als sowjetischer Kosmonaut ausgebildet worden.

## 1997
Mai – Israel
Yitzhak Maio, Ilan Ramon
Diese Auswahl stellte einen Raumfahrer und einen Ersatzmann für den Shuttleflug STS-107, bei dem Ramon ums Leben kam.
28. Juli – Russland
- Ingenieure von Energija: Fjodor Jurtschichin, Michail Kornijenko, Oleg Skripotschka
- Ingenieur von GKNPZ Chrunitschew: Sergei Moschtschenko
- Piloten der Luftwaffe: Dmitri Kondratjew, Juri Lontschakow, Oleg  Moschkin, Roman Romanenko, Maxim Surajew, Konstantin  Walkow, Sergei Wolkow
- Pilot des Kosmonauten-Trainingszentrums: Alexander Alexandrowitsch Skworzow jun.

Kornijenko wurde am 24. Februar 1998 nachnominiert. Moschkin bestand die Abschlussprüfung auch nach mehrfachen Versuchen nicht, die anderen beendeten ihre Grundausbildung am 25/26. November 1999. Walkow wurde zwar nominiert, schied aber vor dem geplanten Raumflug wegen medizinischen Problemen aus.
In dieser Gruppe sind drei Söhne früherer Kosmonauten: Sergei ist der Sohn von Alexander Wolkow, Roman ist der Sohn des dreifachen Raumfahrers Juri Romanenko, und der Vater von Alexander Alexandrowitsch Skworzow heißt ebenfalls Alexander Alexandrowitsch Skworzow und wurde 1965 als Kosmonaut ausgewählt.
Lontschakow war im April 2001 mit STS-100 der erste der Gruppe, der eingesetzt wurde.
16. September – Politiker – Russland
Juri Baturin
Baturin war Berater für nationale Sicherheit des russischen Präsidenten Boris Jelzin und wurde ausgewählt, einen Flug als Besucher zur Raumstation Mir zu machen. Nach seinem Einsatz mit Sojus TM-28 verlor er seine politischen Ämter. Baturin ließ sich daraufhin zum Berufskosmonauten ausbilden.
22. Dezember – Schauspieler – Russland
Wladimir Steklow
Geplant war, an Bord der Raumstation Mir einen Film mit einem professionellen Schauspieler zu drehen. Steklow absolvierte die Ausbildung, aber finanzielle Probleme der Produktionsgesellschaft verhinderten seinen Raumflug.

## 1998
5. Januar – Volksrepublik China
Chen Quan, Deng Qingming, Fei Junlong, Jing Haipeng, Liu Boming, Liu Wang, Nie Haisheng, Pan Zhanchun, Yang Liwei, Zhai Zhigang, Zhang Xiaoguang, Zhao Chuandong
Diese Gruppe stellt die Besatzungen für Raumflüge im Rahmen des Bemannten Raumfahrtprogramms der Volksrepublik China. Yang Liwei wurde im Oktober 2003 der erste chinesische Raumfahrer.
16. Januar – Politiker 2 – USA
John Glenn
Der Mercury-Veteran Glenn wurde für den Flug STS-95 im Oktober 1998 nominiert, womit er zum ältesten Raumfahrer wurde.
23. März – Slowakei
Michal Fulier, Ivan Bella
Diese Auswahl stellte einen Raumfahrer und einen Ersatzmann für den Flug Sojus TM-29 zur Raumstation Mir im Februar 1999.
1. Juni – Europäisches Astronautenkorps
Nach Beschluss der ESA vom 25. März 1998 sollte ein europäisches Astronautenkorps (EAC) gegründet werden, wodurch die nationalen Auswahlen von Deutschland, Frankreich und Italien überflüssig werden sollten. Zu den sechs Astronauten, die am 1. Juni 1998 dem EAC zugeordnet wurden, gehörten:
- Deutschland: Thomas Reiter (ESA-Auswahl 1992)
- Frankreich: Jean-Pierre Haigneré, Jean-François Clervoy (beide CNES-Auswahl 1985)
- Schweden: Christer Fuglesang (ESA-Auswahl 1992)
- Schweiz: Claude Nicollier (ESA-Auswahl 1978)
- Spanien: Pedro Francisco Duque (ESA-Auswahl 1992)

Die Ausbildung erfolgte in Zusammenarbeit mit der NASA und Roskosmos, aber auch am Europäischen Astronautenzentrum in Köln.
4. Juni – NASA-Gruppe 17 – The Penguins – USA

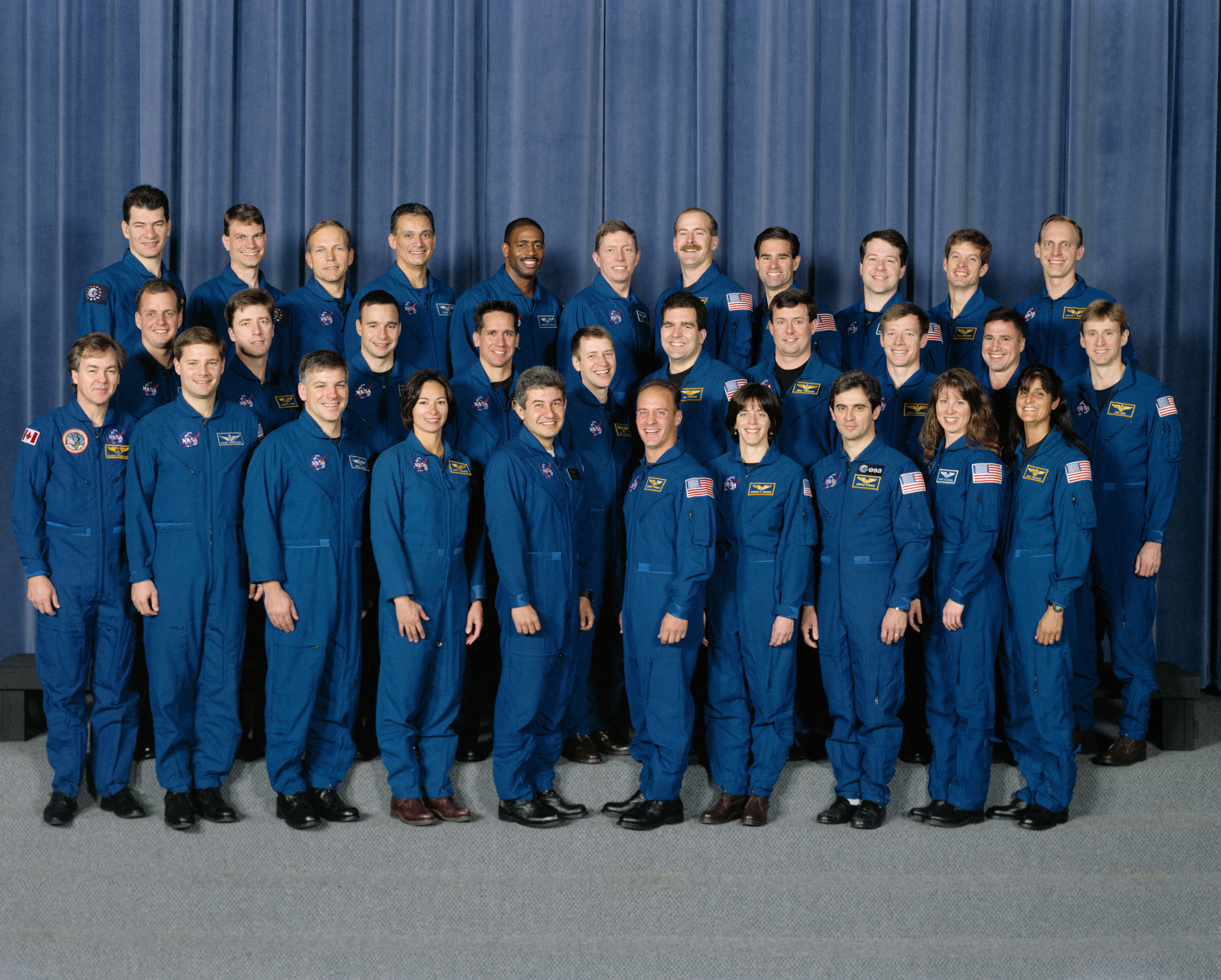
NASA-Gruppe 17

- Piloten: Lee Archambault, Christopher Ferguson, Kenneth Ham, Gregory H. Johnson, Ray Johnson, William Oefelein, Alan Poindexter, George Zamka
- Missionsspezialisten: Clayton Anderson, Tracy Caldwell, Gregory Chamitoff, Timothy Creamer, Michael Foreman, Michael Fossum, Stanley Love, Leland Melvin, Barbara Morgan, John Olivas, Nicholas Patrick, Garrett Reisman, Patricia Robertson, Steven Swanson, Douglas Wheelock, Sunita Williams, Neil Woodward
- Internationale Missionsspezialisten: Léopold Eyharts (Frankreich), Paolo Nespoli (Italien), Marcos César Pontes (Brasilien), Hans Schlegel (Deutschland), Robert Thirsk (Kanada), Bjarni Tryggvason (Kanada), Roberto Vittori (Italien)

Als erster dieser Gruppe kam Fossum im Juli 2006 mit STS-121 zum Einsatz. Morgan war bereits 1985 in die Teacher-in-Space-Auswahl aufgenommen worden, wurde aber mit dieser Gruppe zur vollwertigen Nutzlastspezialistin ausgebildet. Robertson starb bei einem Flugzeugabsturz, ohne einer Mission zugeordnet worden zu sein. Woodward verließ die NASA im Oktober 2008. Außer diesen beiden Kandidaten waren inzwischen alle Mitglieder dieser Gruppe im All.
18. Juni – Brasilien
Marcos Pontes
Pontes wurde mit der NASA-Gruppe 17 als Missionsspezialist ausgebildet. Als es sich abzeichnete, dass es für ihn keine Möglichkeit gäbe, an Bord des Space Shuttle zu fliegen, wurde er in Russland als Kosmonaut ausgebildet. Er flog im März 2006 mit Sojus TMA-8 zur Internationalen Raumstation.
1. August – Europäisches Astronautenkorps
- Deutschland: Hans Schlegel, Gerhard Thiele (beide DLR-Auswahl 1987)
- Frankreich: Léopold Eyharts (CNES-Auswahl 1990)
- Italien: Umberto Guidoni (ASI-Auswahl 1989), Paolo Nespoli, Roberto Vittori (beide zuvor noch keine Ausbildung)

Mit den vier erfahrenen und zwei neuen Kandidaten wuchs das EAC auf zwölf Astronauten an: je drei aus Deutschland, Frankreich und Italien, und je einer aus Schweden, der Schweiz und Spanien.
Oktober – Europäisches Astronautenkorps
André Kuipers (Niederlande), Frank De Winne (Belgien)
Der Mediziner Kuipers wurde am 5. Oktober ausgewählt und begann seine Raumfahrerausbildung im Juli 1999. Der Luftwaffenpilot De Winne wurde am 19. Oktober ausgewählt und begann seine Raumfahrerausbildung im Januar 2000.

## 1999
Februar – Europäisches Astronautenkorps
Reinhold Ewald
Ewald war bereits seit 1990 in der DLR-Auswahl. Mit seinem Eintritt erhöhte sich die Zahl der deutschen Astronauten auf vier.
10. Februar – NASDA-Gruppe 4 – Japan
Satoshi Furukawa, Akihiko Hoshide, Naoko Sumino (späterer Name: Naoko Yamazaki).
Diese drei Kandidaten wurden von der NASA mit der Gruppe 19 als Missionsspezialisten ausgebildet.
1. November – Europäisches Astronautenkorps
Claudie Haigneré (Frankreich), Michel Tognini (Frankreich)
Diese beiden französischen Raumfahrer gehörten zur CNES-Auswahl von 1985 und wurden nun dem EAC zugeordnet. Damit stieg die Anzahl der Franzosen im europäischen Astronautenkorps auf fünf.

## 2000

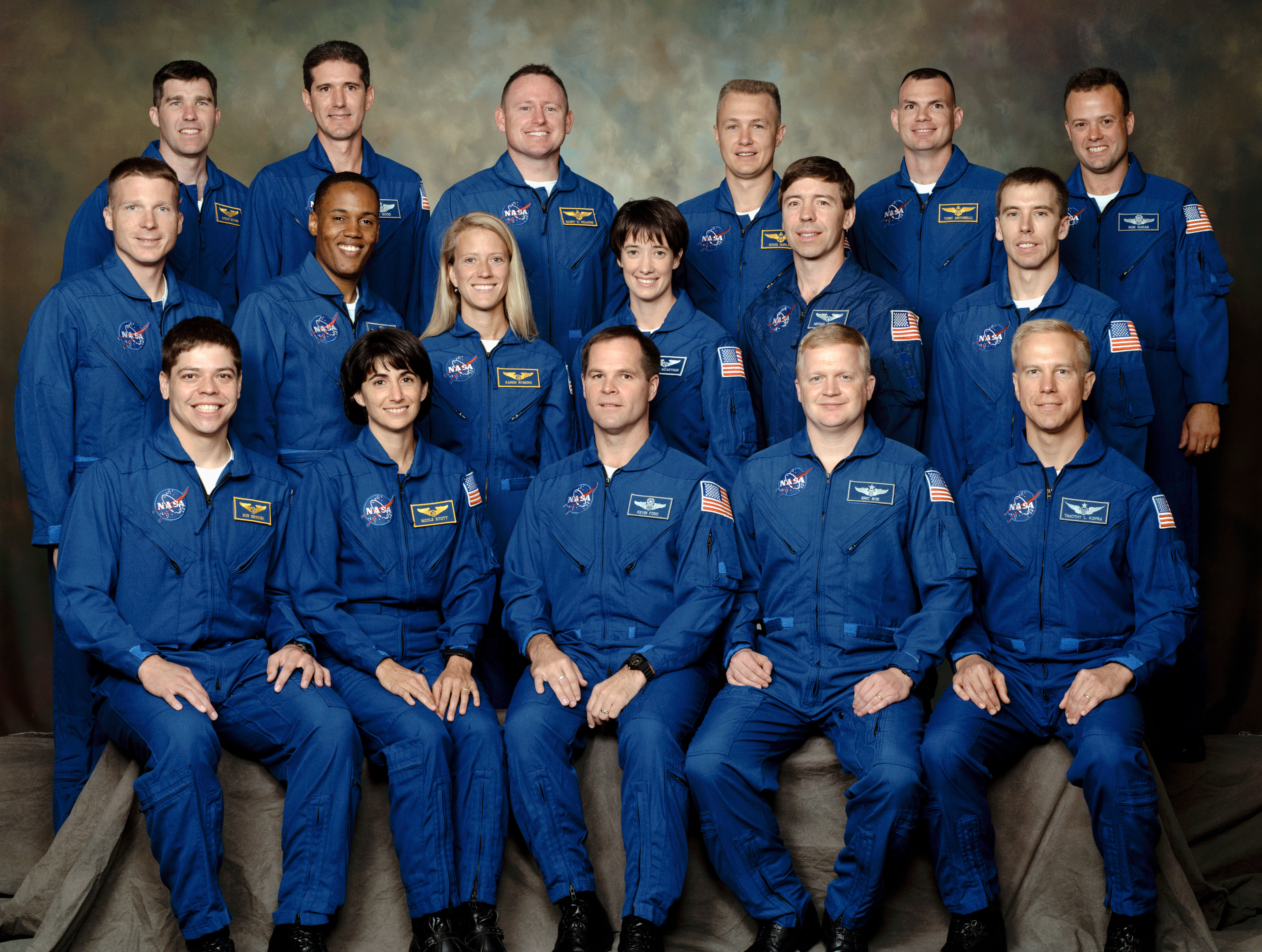
NASA-Gruppe 18

26. Juli – NASA-Gruppe 18 – The Bugs – USA
- Piloten: Dominic Antonelli, Eric Boe, Kevin Ford, Ronald Garan, Terry Virts, Barry Wilmore
- Missionsspezialisten: Michael Barratt, Robert Behnken, Stephen Bowen, Alvin Drew, Andrew Feustel, Michael Good, Douglas Hurley, Timothy Kopra, Megan McArthur, Karen Nyberg, Nicole Stott

Als erstes Mitglied dieser Gruppe flog Drew im August 2007 mit STS-118 ins All. Alle Mitglieder dieser Gruppe kamen bereits zum Einsatz.
9. Oktober – Weltraumtouristen-Gruppe 1 – Space Adventures
Dennis Tito (USA)

## 2001
16. Juli – Weltraumtouristen-Gruppe 2 – Space Adventures
Mark Shuttleworth (Südafrika)

## 2002
Dezember – Europäisches Astronautenkorps
Philippe Perrin
Perrin war schon 1990 vom CNES als Raumfahrer ausgewählt worden. Nach seinem Shuttleflug mit STS-111 trat er in das Europäische Astronautenkorps ein. 2005 schied er ohne noch einmal ins All zu fliegen wieder aus.

## 2003
29. Mai – Russland/Kasachstan
- Piloten der Luftstreitkräfte: Anatoli Iwanischin, Alexander Samokutjajew, Anton Schkaplerow
- Ingenieure von Energija: Oleg Artemjew, Andrei Borissenko, Mark Serow
- Ingenieure des Kosmonauten-Trainingszentrums: Sergei Schukow, Jewgeni Tarelkin
- Biologe des Instituts für mikrobiologische Probleme: Sergei Rjasanski
- Kandidaten aus Kasachstan: Aidyn Ajymbetow, Muchtar Aimachanow

Die Grundausbildung wurde von allen Kandidaten am 27./28. Juni 2005 abgeschlossen. Als erste wurden Borissenko und Samokutajew einem Flug zugeteilt: sie starteten im April 2011 zu einem Langzeitaufenthalt auf der ISS. Einer der kasachischen Kosmonauten sollte schon im Herbst 2009 mit Sojus TMA-16 zum Einsatz kommen. Im Mai 2009 zog allerdings Kasachstan seine Raumfahrer wegen finanzieller Probleme von diesem Flug ab. Aimachanow bemühte sich danach, ins russische Kosmonautenkorps übernommen zu werden. Er wurde dann am 27. Januar 2014 ausgewählt und ist seit 14. August 2014 als Testkosmonaut (TK) Mitglied der Kosmonautengruppe des ZPK. Aimbetow flog unter der Flagge Kasachstans im September 2015 zur ISS.
SpaceShipOne
Die erste Gruppe nichtstaatlicher Astronauten: Brian Binnie, Mike Melvill, Doug Shane, Peter Siebold

## 2004
6. Mai – NASA-Gruppe 19 – The Peacocks – USA

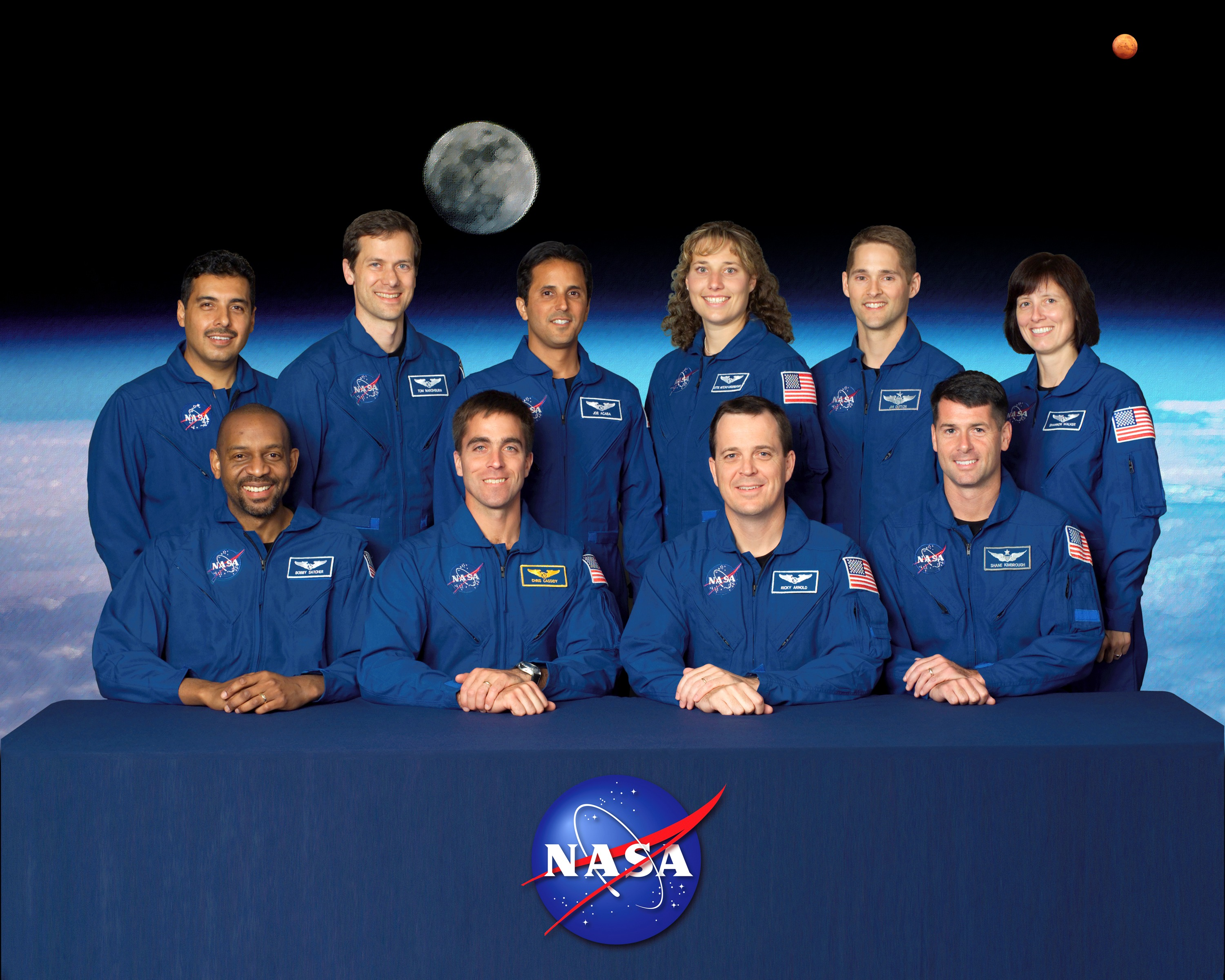
NASA-Gruppe 19

- Piloten: Randolph Bresnik, James Dutton
- Missionsspezialisten: Thomas Marshburn, Chris Cassidy, Shane Kimbrough, Jose Hernandez, Robert Satcher, Shannon Walker
- Missionsspezialisten-Lehrer: Joseph Acaba, Richard Arnold, Dorothy Metcalf-Lindenburger
- Internationale Missionsspezialisten: Satoshi Furukawa (Japan), Akihiko Hoshide (Japan), Naoko Yamazaki (Japan)

Als erstes Mitglied dieser Gruppe flog Kimbrough im November 2008 mit STS-126 ins All. Walker war im Juni 2010 die letzte NASA-Kandidatin, die zu ihrem Erstflug kam, Furukawa im Juni 2011 der letzte internationale Astronaut der Gruppe.

## 2005
6. Juli – Weltraumtouristen-Gruppe 3 – Space Adventures
Gregory Olsen (USA), Sergei Kostenko (Russland)

## 2006
März – Weltraumtouristen-Gruppe 4 – Space Adventures
Daisuke Enomoto (Japan), Anousheh Ansari (USA/Iran)
Enomoto war für den Flug von Sojus TMA-9 vorgesehen. Nur einen Monat vor dem Start wurde er aus medizinischen Gründen aus der Mannschaft genommen und durch Ansari ersetzt.
April – Weltraumtouristen-Gruppe 5 – Space Adventures
Charles Simonyi (USA)
Simonyi flog im April 2007 mit Sojus TMA-10 zur ISS.
24. August – Weltraumtouristen-Gruppe 6 – Space Adventures
Ronnie Nader Bello (Ecuador)
Nader Bello war einer der Kandidaten für eine Taximission zur Internationalen Raumstation.
4. September – Angkasawan-Gruppe – Malaysia
Forschungskosmonauten: Sheikh Muszaphar Shukor, Faiz Khaleed
Diese Auswahl stellte einen Raumfahrer und einen Ersatzmann für den Flug Sojus TMA-11.
11. Oktober – Russland
- Piloten: Alexander Missurkin, Oleg Nowizki, Alexei Owtschinin, Maxim Ponomarjow, Sergei Ryschikow
- Ingenieure: Jelena Serowa, Nikolai Tichonow

Als erster dieser Gruppe kam Nowizki im Oktober 2012 zum Einsatz, Serowa wurde im September 2014 die vierte Russin im All. Tichonow verließ das Kosmonautenkorps aus medizinischen Gründen, ohne ins All geflogen zu sein.
25. Dezember – Südkorea
Forschungskosmonauten: Yi So-yeon, Ko San
Diese Auswahl stellte einen Raumfahrer und einen Ersatzmann für den Flug Sojus TMA-12, der im April 2008 stattfand.

## 2009

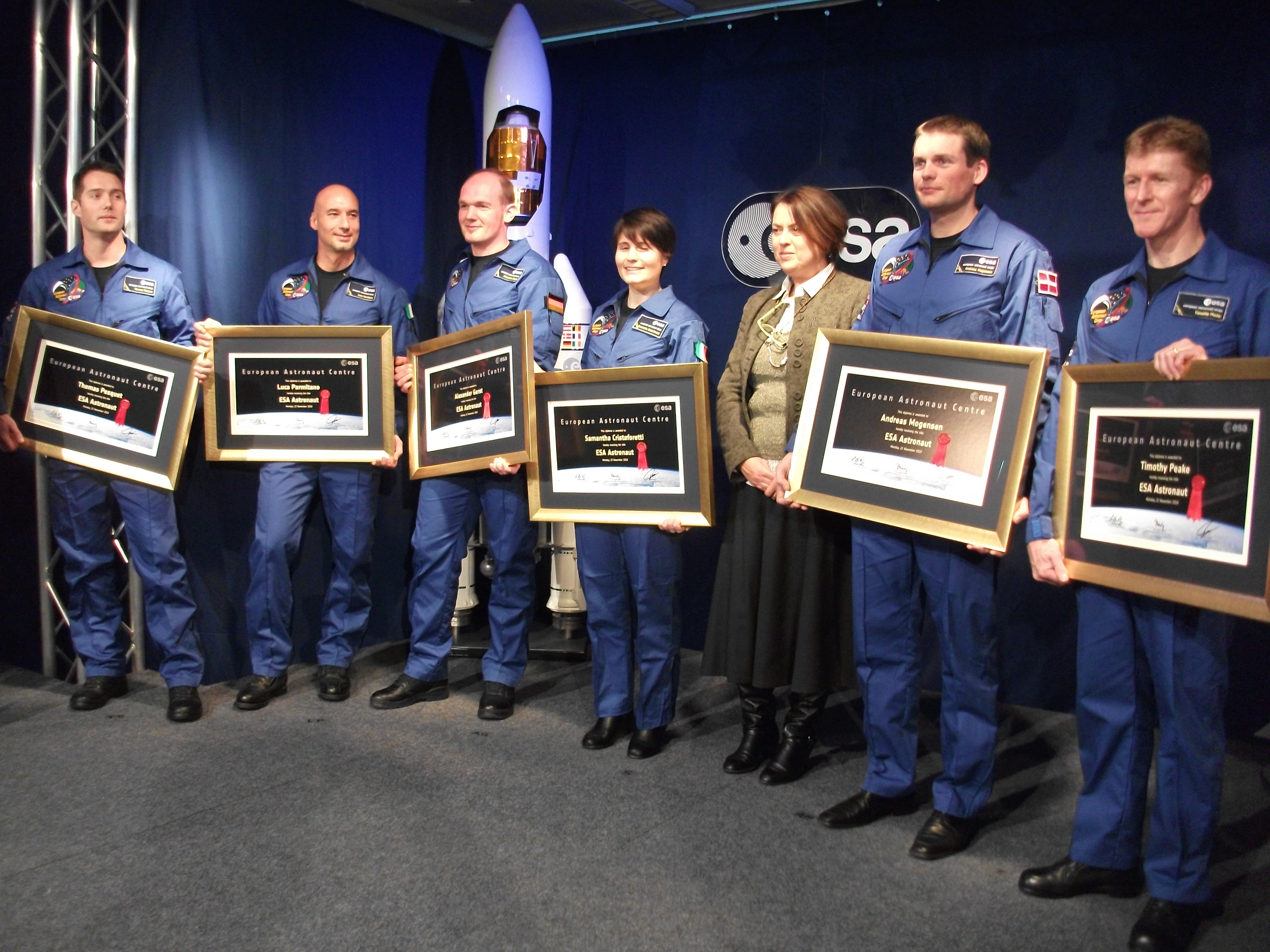
ESA Astronauten Gruppe von 2009

25. Februar – Japan
Takuya Ōnishi, Kimiya Yui
Yui kam im Juli 2015 zu seinem ersten Raumflug. Ōnishi im Juli 2016.
13. Mai – CSA-Gruppe 3 – Kanada
Jeremy Hansen, David Saint-Jacques
Diese Gruppe schloss ihre Grundausbildung am 8. September 2011 ab. Saint-Jacques kam im Dezember 2018 zu seinem ersten Raumflug.
20. Mai – ESA – The Shenanigans
Samantha Cristoforetti (Italien), Alexander Gerst (Deutschland), Andreas Mogensen (Dänemark), Luca Parmitano (Italien), Timothy Peake (Großbritannien und Nordirland), Thomas Pesquet (Frankreich)
Diese Gruppe schloss ihre Grundausbildung am 22. November 2010 ab. Alle sechs flogen zur ISS, als Erster Parmitano im Mai 2013 und als Letzter Pesquet im November 2016.
Juni – Weltraumtouristen-Gruppe 7 – Space Adventures
Barbara Barrett (USA), Guy Laliberté (Kanada)
Diese Gruppe stellte einen Raumfahrer und eine Ersatzperson für den Flug von Sojus TMA-16.
29. Juni – NASA-Gruppe 20 – The Chumps – USA
Serena Auñón, Jeanette Epps, Jack Fischer, Michael Hopkins, Kjell Lindgren, Kathleen Rubins, Scott Tingle, Mark Vande Hei, Reid Wiseman
Diese Gruppe schloss ihre Grundausbildung im September 2011 ab. Hopkins war im September 2013 der erste dieser Gruppe, der zu einem Raumflug kam, Epps im März 2024 die letzte.
8. September – Japan
Norishige Kanai
Kanai wurde nachnominiert und zusammen mit Yui und Ōnishi ausgebildet. Er kam im Dezember 2017 zu seinem ersten Einsatz.

## 2010
28. April – Russland
- Ingenieure von Energija: Andrei Babkin, Sergei Wladimirowitsch Kud-Swertschkow

7. Mai – Volksrepublik China
Diese Gruppe besteht aus fünf männlichen und zwei weiblichen Angehörigen der Luftstreitkräfte der Volksrepublik China. Die Namen der zwei Frauen lauten Liu Yang und Wang Yaping. Beide sind erfahrene Pilotinnen der Luftstreitkräfte der Volksrepublik China. Die Namen der fünf Männer lauten Zhang Lu, Chen Dong, Cai Xuzhe, Tang Hongbo und Ye Guangfu. Als erste dieser Gruppe kam im Juni 2012 Liu Yang zum Einsatz.
12. Oktober – Russland
- Ingenieure von Energija: Swiatoslaw Morozow, Iwan Wagner, Denis Matwejew
- Kosmonauten-Trainingszentrum: Alexej Chomentschuk, Denis Matwejew, Sergei Prokopjew

Morozow schied bereits am 12. November 2012 nach Abschluss der Grundausbildung aus der Gruppe aus. Prokopjew kam als erster dieser Gruppe zu einem Raumflug.

## 2012
8. Oktober – Russland
Oleg Blinow, Pjotr Dubrow, Andrej Fedjajew, Ignat Ignatow, Anna Kikina, Sergei Korsakow, Dmitri Petelin, Nikolai Tschub
Die Gruppe beendete ihre Grundausbildung am 16. Juni 2014. Ignatow und Kikina schieden aus, Kikina wurde später wieder eingesetzt unter der Maßgabe weiteren Trainings. Sie beendete die Ausbildung erfolgreich am 17. Dezember 2014 mit ihrer Ernennung zur „Test-Kosmonautin“. Dubrow war im April 2021 der erste der Gruppe, der zu einem Raumflug kam.

## 2013
17. Juni – NASA-Gruppe 21 – The 8 Balls – USA

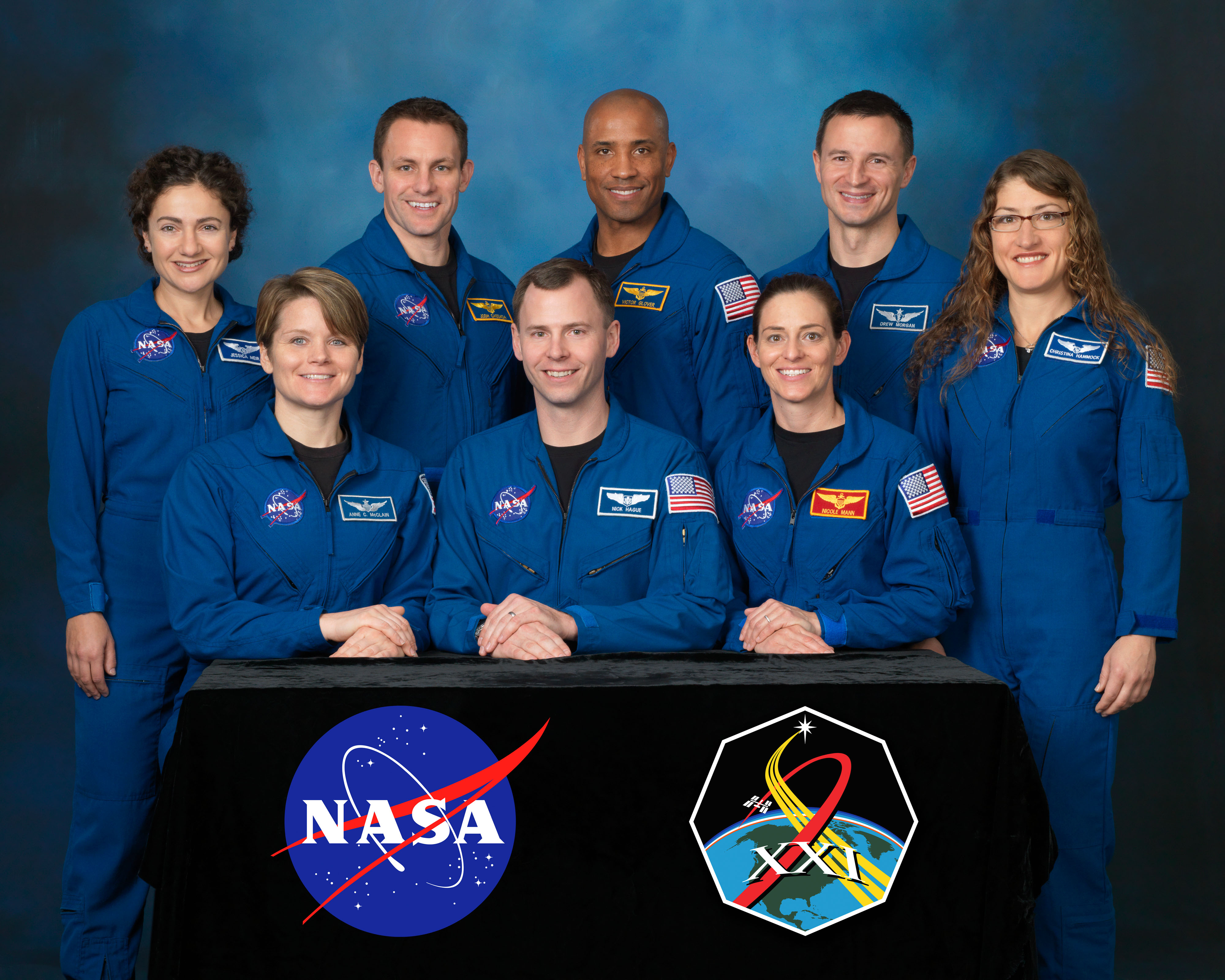
NASA-Gruppe 21

Josh Cassada, Victor Glover, Nick Hague, Christina Koch, Nicole Mann, Anne McClain, Jessica Meir, Andrew Morgan
Hague war der erste, der einem Raumflug zugeteilt wurde. Er musste jedoch zunächst im Oktober 2018 mit dem Raumschiff Sojus MS-10 notlanden, bevor er im März 2019 mit Sojus MS-12 den Weltraum erreichte.
Bis 2018 wurden auch alle übrigen Teilnehmer dieser Gruppe einer Raumfahrtmission zugewiesen: Anne McClain Sojus MS-11, Christina Koch Sojus MS-12, Andrew Morgan Sojus MS-13, Jessica Meir Sojus MS-15 (der Flug MS-14 war unbemannt), Victor Glover SpaceX Crew-1, Nicole Mann und Josh Cassada dem ersten beziehungsweise zweiten bemannten Flug des neuen Raumschiffs CST-100 Starliner, die letzten beiden starteten jedoch 2022 mit der Mission SpaceX Crew-5.

## 2017
2. Februar – ESA
Matthias Maurer, Mitglied der ESA-Klasse von 2008/2009, wurde nachträglich ins Astronautenkorps aufgenommen.

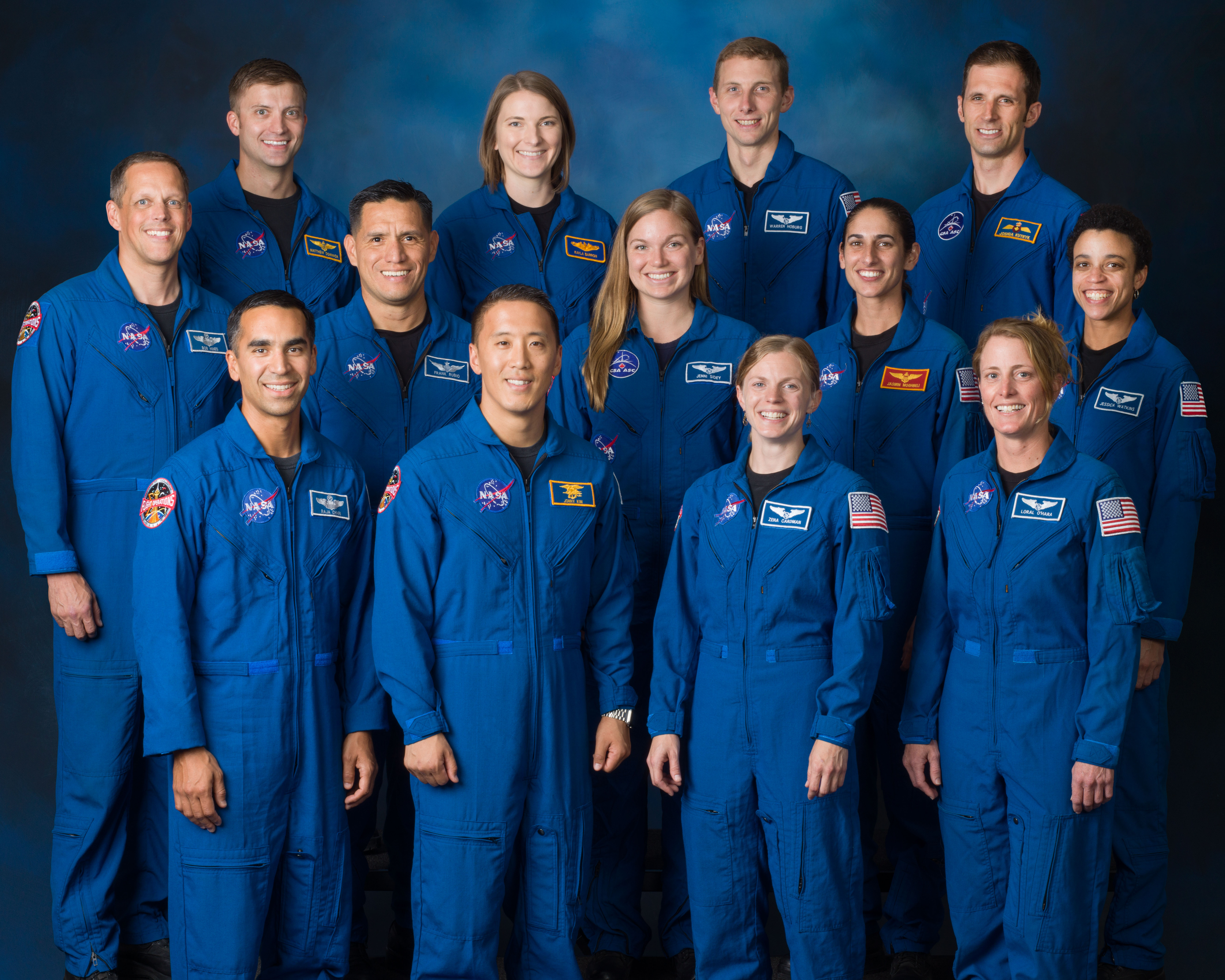
NASA-Gruppe 22 und CSA-Gruppe 4

7. Juni – NASA-Gruppe 22 – The Turtles – USA
Kayla Barron, Zena Cardman, Raja Chari, Matthew Dominick, Bob Hines, Warren Hoburg, Jonny Kim, Robb Kulin, Jasmin Moghbeli, Loral O’Hara, Francisco Rubio, Jessica Watkins
Kulin brach die Astronautenausbildung im August 2018 aus privaten Gründen ab. Acht der zwölf „Turtles“ wurden im Dezember 2020 als Kandidaten für Mondflüge des Artemis-Programms ausgewählt. Als erste kamen Barron und Chari im November 2021 zu einem Raumflug.
1. Juli – CSA-Gruppe 4 – Kanada
Joshua Kutryk, Jennifer Sidey-Gibbons
Diese beiden Anwärter wurden zusammen mit der NASA-Gruppe 22 ausgebildet. Kutryk ist für einen Starliner-Raumflug 2025 vorgesehen.

## 2018
10. August – Russland
Konstantin Borissow, Alexander Gorbunow, Alexander Grebjonkin, Sergej Mikajew, Kirill Peskow, Oleg Platonow, Jewgeni Prokopjew, Alexei Subrizki
Als erster kam Borissow im August 2023 mit SpaceX Crew-7 zum Einsatz.
3. September  – UAE Astronaut Programme – Vereinigte Arabische Emirate
Hassa al-Mansuri, Sultan al-Nejadi
Hassa al-Mansuri ist als Besatzungsmitglied von Sojus MS-15 der erste Raumfahrer der Vereinigten Arabischen Emirate, Sultan al-Nejadi war sein Ersatzmann und soll für Langzeitmissionen trainieren.

## 2020

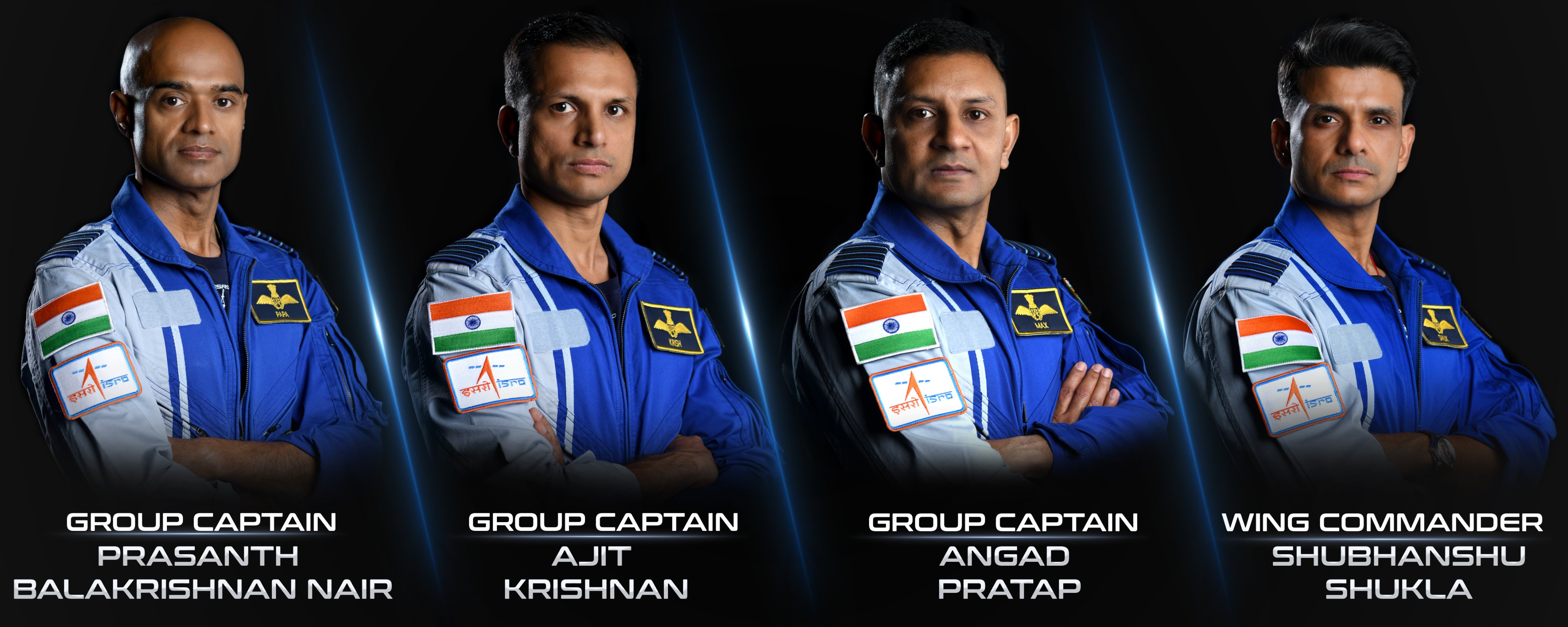
Die vier indischen Astronauten

1. Januar – Indien
Prashanth Nair, Angad Prathap, Ajit Krishnan und Shubhanshu Shukla
Die Indian Space Research Organisation (ISRO) wählte vier Piloten der Indischen Luftstreitkräfte aus, die für das Gaganyaan-Programm trainieren werden. Sie hatten sich in einem mehrstufigen Auswahlverfahren von zunächst 60 und dann 12 Kandidaten qualifiziert.
1. Oktober – Volksrepublik China
Für die Nutzungs- und Erweiterungsphase der Chinesischen Raumstation wurden 18 weitere Raumfahrer in das Raumfahrerkorps der Volksbefreiungsarmee aufgenommen, darunter neben Kampfpiloten erstmals auch zivile Ingenieure und Wissenschaftler. Es handelt sich dabei um sieben Raumfahrtzeug-Piloten, sieben Bordingenieure und vier Nutzlastexperten. Bislang flogen aus dieser Gruppe Gui Haichao (Nutzlastexperte), Jiang Xinlin (Pilot), Tang Shengjie (Pilot), Zhu Yangzhu (Bordingenieur) Li Cong und Li Guangsu.

## 2021

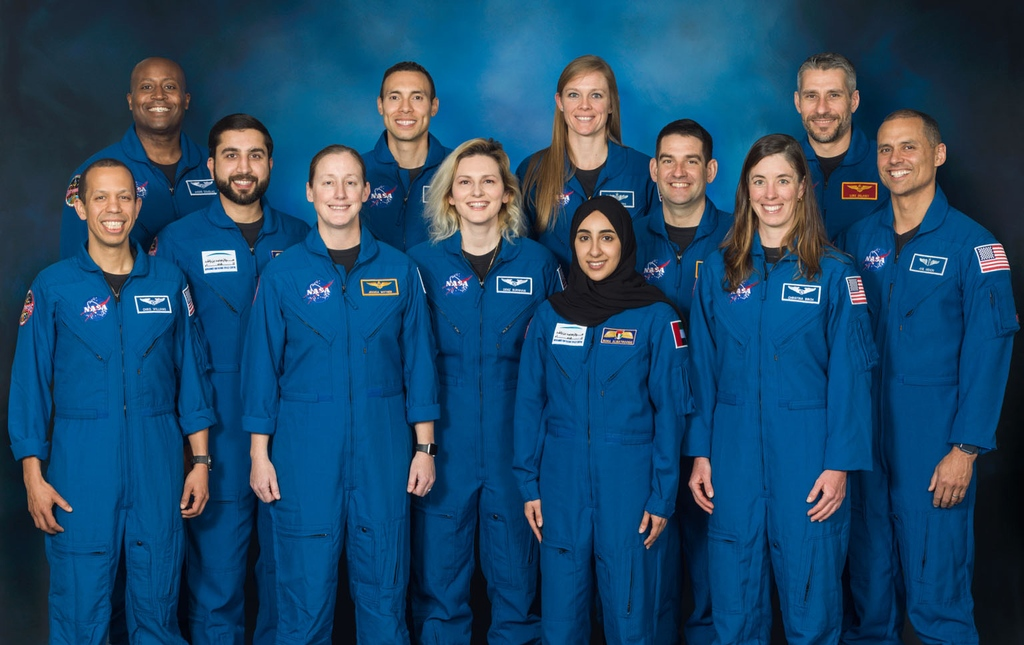
Die NASA-Gruppe 23 mit den zwei Astronauten der VAE, die zusammen mit ihnen ausgebildet werden

10. April – Vereinigte Arabische Emirate
Mohammed al-Mulla und Nura al-Matruschi
6. Dezember – NASA-Gruppe 23 –The Flies –  USA
Nichole Ayers, Marcos Berríos, Christina Birch, Deniz Burnham, Luke Delaney, Andre Douglas, Jack Hathaway, Anil Menon, Chris Williams und Jessica Wittner
Als erste kam im März 2025 Nichole Ayers mit SpaceX Crew-10 zu einem Raumflug.

## 2022
23. November – ESA — The Hoppers
Sophie Adenot (Frankreich), Pablo Álvarez Fernández (Spanien), Rosemary Coogan (Großbritannien), Raphaël Liégeois (Belgien), Marco Sieber (Schweiz)
Erstmals benannte die ESA auch elf oder zwölf Reservisten, die bei Bedarf kurzfristig in das Astronautenkorps nachrücken können:
Meganne Christian (Vereinigtes Königreich), Anthea Comellini und Andrea Patassa (Italien), Amelie Schoenenwald und Nicola Winter (Deutschland), Sara García Alonso (Spanien), Carmen Possnig (Österreich), Arnaud Prost (Frankreich), Aleš Svoboda (Tschechien), Sławosz Uznański (Polen) und Marcus Wandt (Schweden); John McFall (Vereinigtes Königreich) wird je nach ESA-Veröffentlichung als Reservist oder nur als Teilnehmer einer Studie zur Raumflugtauglichkeit Körperbehinderter genannt.
Wandt war seit dem 1. Juni 2023 als „Projektastronaut“ vorübergehendes Mitglied des Astronautenkorps und flog für die Mission Muninn im Januar 2024 zur ISS. Seit dem 1. September 2023 ist Uznański „Projektastronaut“. Er soll bei einem zukünftigen circa zweiwöchigen Raumflug des Unternehmens Axiom zur ISS fliegen.

## 2023
12. Februar - Saudi-Arabien
Rayyanah Barnawi, Ali Alqarni, Mariam Fardous, Ali Alghamdi
Barnawi und Alqarni flogen im Mai 2023 mit der Axiom Mission 2 zur ISS, Fardous und Alghamdi waren deren Ersatz.
28. Februar - Japan
Makoto Suwa, Ayu Yoneda
8. März - Australien
Katherine Bennell-Pegg
Bennell-Pegg schloss ihre Grundausbildung zusammen mit den Astronautenanwärtern der ESA-Auswahl '22 im April 2024 ab.
19. März - Ungarn
Ádám Schlégl, Gyula Cserényi, Tibor Kapu, András Szakály
29. April - Türkei
Alper Gezeravcı, Tuva Cihangir Atasever
Gezeravcı flog im Januar 2024 mit der Axiom Mission 3 zur ISS, Atasever war sein Ersatz.